# Psychoza (film)
Psychoza (tytuł oryg. Psycho) – amerykański dreszczowiec psychologiczny z 1960 w reżyserii Alfreda Hitchcocka i według scenariusza Josepha Stefano, opartego na powieści o tym samym tytule autorstwa Roberta Blocha z 1959. W rolach głównych wystąpili Anthony Perkins, Vera Miles, John Gavin, Martin Balsam, John McIntire i Janet Leigh. Akcja filmu skupia się na sekretarce biura nieruchomości, Marion Crane (Leigh), która – chcąc pomóc swojemu narzeczonemu Samowi Loomisowi (Gavin) w kłopotach finansowych – dokonuje w pracy defraudacji znacznej sumy pieniędzy. Po długiej podróży samochodem zatrzymuje się w przydrożnym motelu kierowanym przez Normana Batesa (Perkins). Gdy kobieta zostaje brutalnie zasztyletowana, jej śladem rusza młodsza siostra Lila (Miles) wraz z Samem i prywatnym detektywem Miltonem Arbogastem (Balsam).
Film Hitchcocka budził emocje jeszcze przed premierą. Kontrowersyjna tematyka spowodowała, że wytwórnia Paramount Pictures odmówiła produkcji, zajmując się jedynie dystrybucją. Psychoza została przyjęta z mieszanymi odczuciami; krytycy byli poirytowani faktem, że nie organizowano żadnych pokazów przedpremierowych z ich udziałem. Z uwagi na kampanię reklamową, która przeszła do historii jako jedna z najsprawniej zaplanowanych oraz przeprowadzonych, zainteresowanie filmem było na tyle duże, że kolejki do kin tworzyły się od wczesnych godzin porannych i nie znikały do ostatnich wieczornych pokazów. Na seansach niejednokrotnie interweniowała policja. Psychoza otrzymała cztery nominacje do nagrody Akademii Filmowej, w tym m.in. za najlepszą reżyserię. Globalny sukces kasowy spowodował, że przy budżecie wynoszącym nieco ponad 800 tys. dolarów dochód z Psychozy wyniósł 32 miliony dolarów, dzięki czemu stała się ona najbardziej kasowym projektem w karierze Hitchcocka. Po premierze film zyskał miano kultowego, a w 1992 został przeznaczony do konserwacji w National Film Registry.

## Fabuła
Film rozpoczyna się ujęciem panoramy Phoenix w stanie Arizona. W jednym z miejscowych hoteli, korzystając z przerwy na lunch, Marion Crane (Janet Leigh) spotyka się potajemnie ze swoim chłopakiem Samem Loomisem (John Gavin). Kobieta wyznaje mu, że nie chce więcej przebywać z nim w takich miejscach. Marzy o spotkaniach w domowych warunkach, gdzie mogliby wspólnie zjeść kolację w miłej atmosferze. Loomis prosi ją o cierpliwość. Tłumaczy, że nie może zrezygnować z pracy w Fairvale w Kalifornii, ponieważ spłaca długi zmarłego ojca i alimenty dla byłej żony. Marion chciałaby wziąć ślub z Samem, lecz zdaje sobie sprawę, że w najbliższym czasie nie będzie to możliwe. Obydwoje czule się żegnają, po czym kobieta wraca do biura nieruchomości, gdzie pracuje jako sekretarka. Dowiaduje się od swojej koleżanki Caroline (Patricia Hitchcock), że jej szef George Lowery (Vaughn Taylor) jest na spotkaniu z potentatem naftowym Tomem Cassidym (Frank Albertson). Po krótkiej chwili obaj mężczyźni powracają do biura. Lowery prosi Marion o przygotowanie aktu notarialnego. Cassidy, będąc pod wpływem alkoholu, pokazuje kobiecie zdjęcie swojej córki i opowiada, jak radzi sobie z nieszczęściem. Przechwala się kupnem dla niej domu za 40 tys. dolarów. Szef Marion jest zaniepokojony taką ilością pieniędzy. Mówi Marion, aby złożyła je w sejfie w banku, a on w poniedziałek wypisze czek. Tłumacząc się bólem głowy, kobieta dostaje zgodę od Lowery’ego na wcześniejszy powrót do domu. Chowa gotówkę do torebki i po krótkiej rozmowie z Caroline wychodzi z firmy. Zamiast do banku Marion udaje się do domu, rozpoczynając pakowanie. Decyduje się na ucieczkę do Fairvale, by pomóc Samowi w kłopotach finansowych. Jadąc samochodem, zatrzymuje się na światłach. Na pasach spotyka swojego szefa, który przez chwilę podejrzliwie na nią patrzy.
Po długiej i wyczerpującej podróży Marion zatrzymuje się na poboczu i zasypia ze zmęczenia w samochodzie. Nazajutrz budzi ją policjant patrolujący autostradę (Mort Mills). Zaskoczenie i zdezorientowanie młodej kobiety wzbudza w nim podejrzenie. Po krótkiej rozmowie i okazaniu dokumentu Marion odjeżdża. Nerwowo spogląda w lusterko, obserwując jadącego za nią policjanta. Mając obawy, że zostanie rozpoznana, decyduje się sprzedać samochód i kupić inny w Bakersfield. Rozmawiając ze sprzedawcą (John Anderson) orientuje się, że w dalszym ciągu jest obserwowana przez policjanta. Idzie do toalety, gdzie wyjmuje z torebki 700 dolarów. Sprzedawca nakłania kobietę, aby wypróbowała zakup, lecz Marion nalega na szybkie sfinalizowanie transakcji. Gdy nowy samochód jest przygotowany do jazdy, Marion wsiada i rusza, ale zatrzymuje ją mechanik. Okazuje się, że w pośpiechu zapomniała przełożyć walizkę z ubraniami. Całe zdarzenie obserwują stojący z tyłu policjant i właściciel komisu.

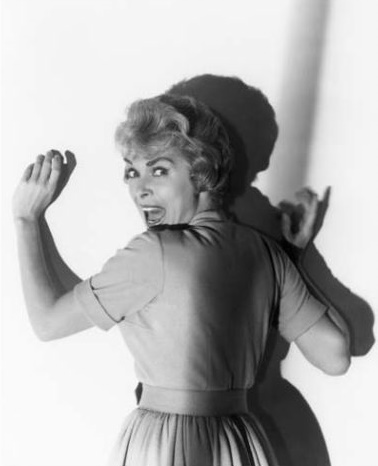
Janet Leigh jako Marion Crane na fotosie promocyjnym z filmu

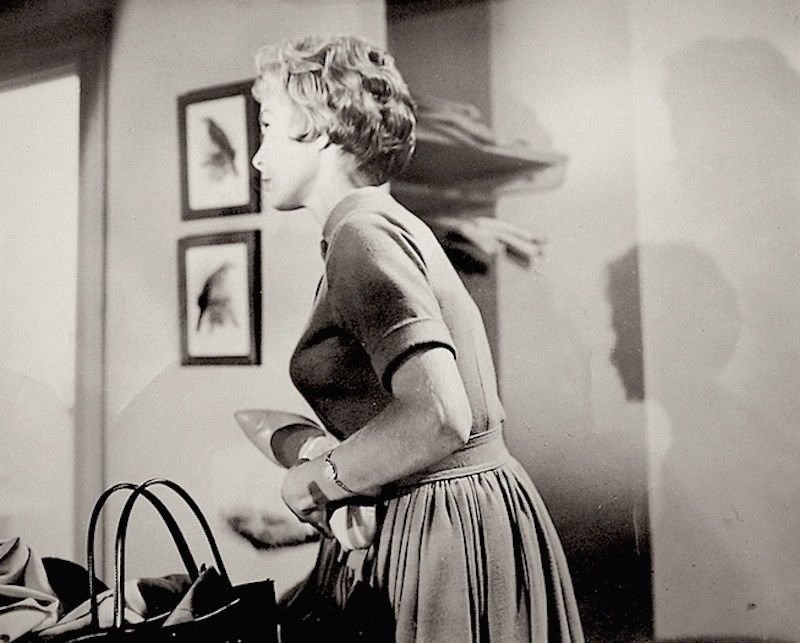
Janet Leigh w scenie z filmu

Wieczorna ulewa zmusza Marion do zatrzymania się w przydrożnym motelu Batesa, oddalonego o kilkanaście kilometrów od Fairvale. Kobieta wchodzi do biura, lecz nikogo w nim nie zastaje. W strugach padającego deszczu spogląda na stojący na wzgórzu dom, dostrzegając w oknie kobiecą sylwetkę. Po chwili zjawia się właściciel Norman Bates (Anthony Perkins). Marion podaje fałszywe dane osobowe. Mężczyzna pokazuje jej pokój, gdzie na ścianach wiszą obrazki z ptakami, po czym zaprasza Marion na kolację do swojego domu. Chwilę później kobieta wyjmuje z walizki skradzione pieniądze i owija je w gazetę. W tym samym czasie słyszy podniesiony kobiecy głos krytykujący Batesa za próbę sprowadzenia nieznajomej do domu. Skonsternowany przynosi posiłek Marion do motelu, tłumacząc, że jego matka „nie jest dziś sobą”. Kobieta zaprasza go, aby wspólnie zjedli w pokoju, lecz Bates proponuje jej udanie się na tył biura, gdzie ma swój prywatny salonik. Marion rozmawia z nieśmiałym mężczyzną, który opowiada o swoim hobby – wypychaniu ptaków – i samotności. Na pytanie Marion o przyjaciół stwierdza, że „najlepszym przyjacielem chłopca jest matka”. Uważa, że wszyscy ludzie są zamknięci we własnych pułapkach, z których nie ma wyjścia. Wyznaje, że jego matka jest chora, odkąd zmarł ojciec, a potem jej kochanek. Marion sugeruje, aby umieścił ją w specjalistycznym zakładzie, dzięki czemu będzie mógł prowadzić własne życie. Rozdrażniony Bates stwierdza, że jego matka nie stanowi zagrożenia i musi się nią opiekować. Jego zdaniem „wszyscy są czasami trochę szaleni”. Uświadomiwszy sobie swój czyn, Marion postanawia wrócić do Phoenix, by naprawić popełniony błąd. Żegna się z Batesem i wraca do pokoju.
Gdy kobieta przygotowuje się do kąpieli, właściciel motelu obserwuje ją przez ukrytą dziurę w ścianie. Następnie Bates udaje się do domu na wzgórzu, gdzie siada przy stole i bije się z myślami. W międzyczasie Marion sporządza notatkę z obliczeniami, ile skradzionych pieniędzy wydała, po czym drze ją na części i spuszcza w toalecie. Kiedy bierze prysznic, w łazience ukazuje się sylwetka tajemniczej kobiety. Odsłania ona zasłonkę i wielokrotnie dźga nożem zdezorientowaną Marion, która po kilku chwilach osuwa się do wanny. Przerażony Bates krzyczy do swej matki, że ta ma krew na sobie, po czym wybiega z domu do motelu, gdzie zastaje w łazience zwłoki Marion. Zamyka wszystkie okna i drzwi, a następnie owija jej ciało w zasłonę prysznicową i sprząta łazienkę ze śladów krwi. Chowa zwłoki kobiety do bagażnika samochodu, podobnie jak walizkę z rzeczami osobistymi i gazetą, nie mając świadomości, że są w niej owinięte pieniądze. Samochód należący do Marion zatapia w pobliskim bagnie.

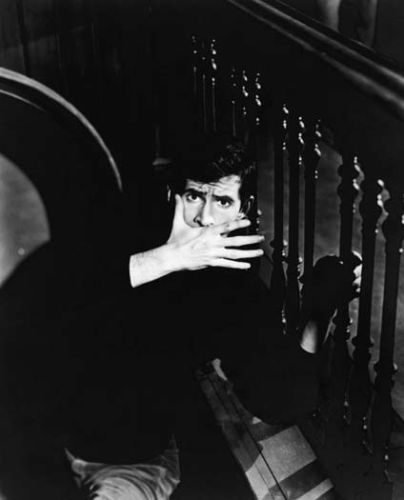
Anthony Perkins jako Norman Bates na fotosie promocyjnym z filmu

Kilka dni później Sam pisze list do dziewczyny. Do sklepu – w którym pracuje – przybywa zdenerwowana Lila Crane (Vera Miles), młodsza siostra Marion. Rozmowę dwójki przerywa Milton Arbogast (Martin Balsam), prywatny detektyw. Lila uświadamia Sama, że Marion nie wpłaciła 40 tys. dolarów do banku i nikt jej od kilku dni nie widział. Arbogast przyznaje, że ostatnią osobą, która widziała dziewczynę, gdy wyjeżdżała z miasta, był jej szef. Chłopak Marion nie wierzy w winę swojej dziewczyny. Arbogast rozpoczyna śledztwo. Objeżdża okoliczne motele w celu uzyskania jakichkolwiek informacji. Gdy dociera do motelu Batesa, mężczyzna zaprzecza, jakoby kiedykolwiek widział Marion. Przeglądając księgę gości detektyw zauważa podobny charakter pisma. Domyśla się, że dziewczyna wpisała fałszywe dane osobowe. Bates przyznaje, że Marion była w jego motelu, jednak następnego dnia wyjechała wczesnym rankiem. Zaczyna się denerwować i mieszać w zeznaniach. Arbogast staje się coraz bardziej podejrzliwy. Przygląda się stojącemu na wzgórzu domowi, w oknie którego zauważa sylwetkę kobiety. Bates tłumaczy, że to jego matka, będąca kaleką. Odmawia detektywowi możliwości porozmawiania z nią. Arbogast wraca do miasta, skąd telefonuje do Lili, informując ją o motelu Batesa i swoich podejrzeniach. Decyduje się na powrót do motelu. Po przybyciu na miejsce odwiedza salonik Batesa, w którym obserwuje wypchane ptaki i otwarty sejf. Zauważając, że właściciela nie ma w pobliżu, udaje się do domu na wzgórzu. Wchodząc po schodach na piętro, Arbogast zostaje brutalnie zasztyletowany przez tajemniczą kobietę, która wybiega z pokoju z nożem w ręku.
Lila i Sam czekają na wieści od detektywa. Zniecierpliwiona kobieta postanawia udać się na miejsce, lecz mężczyzna każe jej zaczekać, a sam jedzie do motelu. W tym czasie Bates zatapia w bagnie samochód należący do Arbogasta. Chłopak Marion wraca do sklepu, informując Lilę, że w motelu nikogo nie ma poza starszą kobietą, która nie chce otworzyć drzwi. Podejrzewa, że detektyw podjął trop i ruszył śladem Marion. Lila nie daje temu wiary. Obydwoje udają się do zastępcy szeryfa Ala Chambersa (John McIntire) i jego żony (Lurene Tuttle). Przedstawiciel prawa uważa początkowo, że Arbogast ruszył w pościg za Marion i skradzionymi pieniędzmi. Dzwoni do motelu Batesa. Norman informuje go, że detektyw rzeczywiście był u niego, po czym odjechał. Lila wyznaje szeryfowi, że Arbogast chciał porozmawiać z matką Batesa, lecz Chambers uświadamia ich, że kobieta przed dziesięciu laty otruła swojego kochanka, gdy dowiedziała się, że ten jest żonaty, a następnie popełniła samobójstwo zażywając strychninę. Ich ciała w łóżku odnalazł Norman. Żona Chambersa przyznaje, że sama osobiście pomagała mężczyźnie wybierać suknię do trumny dla jego matki. Po telefonie od szeryfa Bates idzie na piętro do pokoju matki z informacją, że musi ją znieść na dół. Kobiecy głos wyśmiewa prośby mężczyzny. Mimo sprzeciwu Norman znosi ciało kobiety do piwnicy, w obawie, że ktoś może ją odnaleźć.
Nazajutrz, po rozmowie z Chambersem i jego żoną, Lila i Sam, by znaleźć dowody, decydują się pojechać do motelu, udając małżeństwo. Podejrzewając, że motywem domniemanego zabójstwa mogły być pieniądze, podejmują decyzję o przeszukaniu pokoju, w którym zatrzymała się Marion. Lila odnajduje w muszli klozetowej skrawek papieru należący do zmarłej siostry. Kiedy Sam odwraca uwagę Batesa rozmową, kobieta udaje się do domu na wzgórzu, chcąc porozmawiać z matką mężczyzny. Lokalizuje jej sypialnię, w której panuje idealny porządek. Dostrzega na łóżku świeży odcisk ciała. W drugim z pokoi zwraca uwagę na dziecięce zabawki i gramofon, w którym znajduje się płyta winylowa z III symfonią Beethovena. W międzyczasie pytania zadawane przez Sama coraz bardziej irytują Batesa. Gdy Loomis insynuuje mężczyźnie, że to on ukradł pieniądze, Bates domyśla się, że kobieta przebywa w jego domu. Wpada w panikę i po krótkiej szarpaninie ogłusza Sama, po czym biegnie do domu. Lila zauważa go przez szybę i postanawia ukryć się w piwnicy, w której odnajduje siedzącą tyłem starszą kobietę. Gdy ją obraca, okazuje się, że to zmumifikowane zwłoki zmarłej przed dziesięciu laty pani Bates. Lila krzyczy z przerażenia, a po chwili do piwnicy z nożem w ręku zbiega przebrany za matkę Bates. W ostatniej chwili obezwładnia go Sam.
W jednej z ostatnich scen szeryf Chambers czeka z Lilą i Samem w budynku sądu, gdzie Bates jest badany przez psychiatrę. Doktor Richmond (Simon Oakland) uważa, że mężczyzna cierpi na rozdwojenie osobowości, a kontrolę nad nim przejęła dominująca osobowość matki. Psychiatra wyznaje, że to Bates – który po śmierci ojca cierpiał na zaburzenia psychiczne – stał za zabójstwem swojej matki i jej kochanka. Bezpośrednim motywem morderstwa było odrzucenie mężczyzny przez matkę na rzecz kochanka. Chcąc wzmocnić przeświadczenie, że kobieta żyje, Bates wykradł jej zwłoki, które następnie zakonserwował, po czym zaczął ubierać się i mówić jak ona. Morderstwa popełniał, kiedy budziła się w nim chorobliwie zazdrosna osobowość matki. Pod koniec filmu, gdy Bates siedzi w pokoju przesłuchań, na jego dłoni pojawia się mucha. Kobiecy głos jego osobowości mówi, że ma nadzieję, iż jest obserwowana. Wszyscy wtedy dowiedzą się, że nie skrzywdziłaby nawet muchy.

## Obsada

Odtwórcy głównych ról: Vera Miles, John Gavin i Janet Leigh

Opracowano na podstawie materiału źródłowego:

- Anthony Perkins – Norman Bates
- Janet Leigh – Marion Crane[c]
- John Gavin – Sam Loomis, chłopak Marion
- Vera Miles – Lila Crane, młodsza siostra Marion
- Martin Balsam – Milton Arbogast, prywatny detektyw
- John McIntire – szeryf Al Chambers
- Simon Oakland – psychiatra Fred Richmond
- Frank Albertson – Tom Cassidy, potentat naftowy
- Patricia Hitchcock – Caroline, współpracownica Marion
- Vaughn Taylor – George Lowery, szef Marion
- Lurene Tuttle – pani Chambers, żona szeryfa
- John Anderson – Charlie z Kalifornii, sprzedawca samochodów
- Mort Mills – policjant z patrolu autostrady
- Ted Knight – policjant otwierający drzwi w przedpokoju (niewym. w czołówce)
- Paul Jasmin – głos Normy Bates (niewym. w czołówce)[d]
- Jeanette Nolan – głos Normy Bates (niewym. w czołówce)[d]
- Virginia Gregg – głos Normy Bates (niewym. w czołówce)[d]
- Alfred Hitchcock – mężczyzna w kowbojskim kapeluszu przed biurem pośrednika nieruchomości (cameo)[18]

## Produkcja

### Przygotowania
| „Myślę, że to, co do mnie dotarło i sprawiło, że miałem ochotę nakręcić ten film, to nieuchronność i gwałtowność zbrodni pod prysznicem, która pojawiła się znienacka. To wystarczyło.”– Alfred Hitchcock |

Późną wiosną 1959 Alfred Hitchcock przygotowywał się do lipcowej premiery dreszczowca szpiegowskiego Północ, północny zachód z Carym Grantem i Evą Marie Saint w rolach głównych. Po zrealizowaniu czterdziestu sześciu filmów fabularnych, chcąc uniknąć powtarzalności, reżyser zaczął poszukiwać nowych inspiracji. Natrafił wtedy na świeżo opublikowaną powieść Psychoza Roberta Blocha, luźno opartą na autentycznych zdarzeniach, jakie miały miejsce w latach 50. w niewielkim miasteczku Plainfield w stanie Wisconsin. Zdaniem operatora Leonarda J. Southa, współpracującego z Hitchcockiem od czasów dreszczowca noir Nieznajomi z pociągu (1951), reżyser zdecydował się na wybór powieści autorstwa Blocha, ponieważ „obiecał Universalowi film, i stwierdził, że Psychoza, niewielki projekt, pozwoli mu wypełnić to zobowiązanie”. W opinii Stephena Rebello głównym czynnikiem mającym wpływ na zainteresowanie Hitchcocka powieścią Blocha był fakt coraz większej konkurencji z takimi filmowcami, jak George Cukor, Otto Preminger, Robert Siodmak czy William Castle, którzy w mniejszym bądź większym stopniu inspirowali się produkcjami angielskiego reżysera.

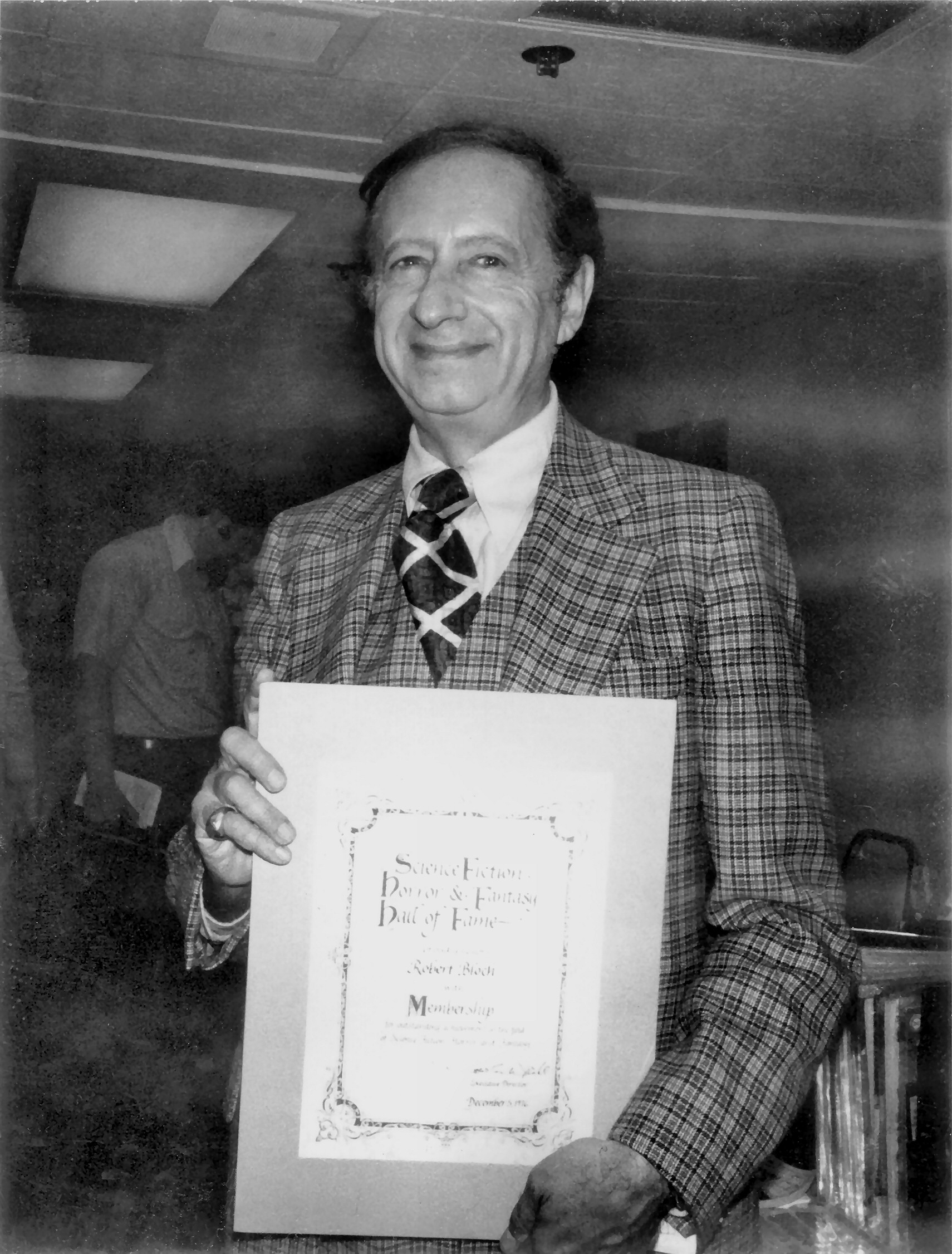
Robert Bloch, autor powieści Psychoza (1959), na podstawie której w 1960 Hitchcock zekranizował film

Asystentka Hitchcocka Peggy Robertson przeczytała pozytywną recenzję powieści napisaną przez Anthony’ego Bouchera w jego rubryce Criminals at Large i zdecydowała się przedłożyć ją reżyserowi, który przeczytał książkę w ciągu dwóch dni w swoim domu przy Bellagio Road w Bel Air. Prócz sceny morderstwa pod prysznicem reżysera do realizacji filmu przekonał także charakter postaci występujących w książce, dzięki czemu czytelnicy mogli się z nimi identyfikować, co, jego zdaniem, było bardzo istotne dla poziomu wstrząsu kinowego. Prawa do książki zakupił dla Hitchcocka agent literacki Ned Brown z MCA Inc. za kwotę 9 lub 9,5 tys. dolarów. Pomimo konsternacji niektórych ze współpracowników reżyser – chcąc zachować jak najwięcej szczegółów w tajemnicy – polecił Robertson wykupienie wszystkich egzemplarzy powieści od wydawcy i księgarń. Hitchcock z uwagą śledził sukces niskobudżetowych horrorów (Blob, zabójca z kosmosu; 1958, reż. Irvin Yeaworth, Macabre; 1958, reż. William Castle). Owe filmy były bowiem odrzucane przez duże wytwórnie, a mimo to gromadziły na seansach znacznie większą publiczność niż wysokobudżetowe hollywoodzkie produkcje. Reżyser zaczął rozmawiać z agentami, dyrektorami studiów i współpracownikami na temat tego, jaki ich zdaniem powinien być szokujący film pierwszej klasy zrealizowany przez znanego filmowca. Jednocześnie wyrażał się lekceważąco o swoich ostatnich produkcjach z Grantem i Jamesem Stewartem, uważając je za „tandetne błyskotki w technicolorze”.
W czerwcu 1959 Hitchcock spotkał się z szefami Paramount Pictures, oznajmiając, że Psychoza będzie piątym i ostatnim filmem zrealizowanym dla studia. Ówczesny prezes wytwórni Barney Balaban oraz wiceprezes George Weltner wyrażali duże niezadowolenie z fabuły powieści, opowiadającej o mężczyźnie, który przebiera się za swoją zmarłą matkę, aby zabić ofiarę. Z dystansem podchodzili również do prób reżysera, chcącego stworzyć coś zupełnie innego niż dotychczas (podobne motywacje doprowadziły do klapy finansowej Kłopotów z Harrym; 1955, Niewłaściwego człowieka dla Warner Bros.; 1956 i Zawrotu głowy; 1958). Paramount początkowo stanowczo odmówił. Jego przedstawicielom nie podobał się tytuł, jak i sama książka. Pomimo nacisków ze strony Hitchcocka studio nie zgodziło się na duży budżet, realizację w kolorze i angaż czołowych gwiazd filmowych.
Po skompletowaniu ekipy współpracowników reżyser na spotkaniu z szefami produkcji Paramountu przedstawił propozycję finansową. Zasugerował, że w pierwszej kolejności przygotuje film w studiach należących do wytwórni, następnie wraz z ekipą telewizyjną nakręci go na terenie studia, gdzie dokończy także montaż i postprodukcję. Gdy Paramount zdecydowanie odmówiło finansowania Psychozy, Hitchcock, będąc zdeterminowanym, zgodził się osobiście wyłożyć środki i realizować film w studiach Universalu (dzięki uzgodnieniom agenta Lew Wassermana), jeśli Paramount wyrazi zgodę na dystrybucję. Jako pojedynczy producent zrzekł się także reżyserskiego honorarium wynoszącego 250 tys. dolarów w zamian za sześćdziesiąt procent własności negatywów. Herbert Coleman, współpracujący z Hitchcockiem od czasów Okna na podwórze (1954), zaniepokojony kierunkiem, jaki obrał nowy film, postanowił wycofać się z projektu. Również Joan Harrison uznała, że jest on zbyt kontrowersyjny.

### Scenariusz
| „Rozpracowywaliśmy fabułę kawałek po kawałku, rozkładając ją na czynniki pierwsze. Był [Hitchcock] niezwykle przywiązany do szczegółów formalnych, takich jak rozwlekła procedura sprzedaży samochodu przez dziewczynę (…) Nigdy nie pozwalał, by widzowie mieli powód do zadawania pytań.”– Joseph Stefano |

Hitchcock trzymał w tajemnicy szczegóły swojego nowego projektu przed wszystkimi, z wyjątkiem najbliższych współpracowników. Rozpoczął poszukiwania scenarzysty, jak sam określał, „z dużym poczuciem humoru”. Uważał, że wszelkie wydarzenia prowadzące do morderstwa mogą być niezwykle lekkie i zabawne. Początkowo do napisania scenariusza chciał zatrudnić Blocha, lecz agenci MCA Inc. odradzili mu ten wybór, twierdząc, że byłby on niewiarygodny. Joan Harrison i MCA Inc. przekonali Hitchcocka do zaangażowania Jamesa P. Cavanagha, co też reżyser uczynił. Pierwszy raz spotkali się 12 maja 1959. Cavanagh otrzymał od reżysera egzemplarz książki oraz osiem stron odręcznych notatek. Współpracę rozpoczęli 8 czerwca. Zamieszczona na łamach „The Hollywood Reportera” wiadomość z 10 czerwca informowała, że Hitchcock podpisał umowę z Cavanaghem, który miał przybyć z Paryża, aby móc pracować nad filmem. W tym samym artykule wyciekł tytuł projektu – Psyche. Gdy Cavanagh opracowywał pierwszą wersję scenariusza, Hitchcock brał udział w trasie promocyjnej Północy, północnego zachodu. W rozmowie z „The New York Timesem” zapowiedział nowy projekt jako film z gatunku Widma (1955, reż. Henri-Georges Clouzot). Pod koniec lipca wczesny szkic scenariusza był gotowy. Reżyser wyraził niezadowolenie, uznając, że jest on przeciągany oraz brzmi niczym opis krótkometrażowego horroru telewizyjnego. Odrzucił koncepcję Cavanagha, lecz kilka elementów postanowił wykorzystać. W lipcu zakończył współpracę ze scenarzystą.
MCA Inc. poleciło Josepha Stefano, byłego aktora, kompozytora muzyki pop i autora scenariusza do filmu Czarna orchidea (1958, reż. Martin Ritt). Hitchcock początkowo odrzucił jego kandydaturę, nawet się z nim nie spotykając. Uznał bowiem, że nie ma on poczucia humoru. Dopiero za namową Kay B. Barrett, Wassermana i innych współpracowników reżyser zgodził się spotkać ze Stefano, który z kolei uważał Psychozę za „papkę kryminalną”, znacznie odbiegającą od dotychczasowej twórczości Anglika. Autor początkowo miał problem z nakreśleniem postaci Normana Batesa, lecz Hitchcock znalazł rozwiązanie, sugerując zaangażowanie do głównej roli męskiej Anthony’ego Perkinsa. Po wymianie kilku pomysłów, w połowie września Stefano został zaangażowany na zasadzie umowy przedłużanej cotygodniowo. Obydwaj przez pięć tygodni odbywali w studiu Paramountu codzienne konferencje nad scenariuszem, które rozpoczynały się o godzinie dziesiątej trzydzieści (według innych źródeł spotykali się o jedenastej). Zdaniem Stefano Hitchcocka w ogóle nie interesowały postacie ani kierujące nimi motywacje, lecz zajmował się trudnościami technicznymi i wizualną stroną. W trakcie dyskusji reżyser często samodzielnie odgrywał poszczególne sceny (m.in. epizod, w którym zabójca owija ciało zamordowanej kobiety w zasłonę prysznicową).
Aby upewnić się, że autor scenariusza dopracował wszystkie szczegóły, Hitchcock wynajął do konsultacji technicznej prywatnego detektywa z Hollywood. Stefano otrzymał również dane na temat wszystkich szczegółów fabuły – od topografii drogi numer 99 (włącznie z nazwami, lokalizacją i cenami za pokój w każdym przydrożnym motelu) po szczegóły dotyczące administracji i wyglądu biur handlu nieruchomościami i mandatów drogowych. Dużo uwagi Hitchcock i Stefano poświęcali scenie morderstwa pod prysznicem. Po dwóch tygodniach konferencji autor przedłożył reżyserowi fragment scenariusza, który zyskał aprobatę Almy Reville, co traktowano jako znaczący komplement. Pierwszy szkic scenariusza Stefano ukończył w trzy tygodnie. Hitchcock, mimo zadowolenia, wprowadził kilka korekt. Drugi szkic scenariusza po poprawkach ukończono 2 listopada. Z początkiem listopada Stefano przekazał pierwszy szkic Saulowi Bassowi, by ten rozrysował kadry do sceny pod prysznicem. Następnie Hitchcock spotkał się z autorem w swoim domu, tworząc scenopis, który opracowali w ciągu kilku godzin. Zawierał on notatki dla operatora i precyzyjne wytyczne dotyczące ustawienia kamery. Stefano otrzymał zapłatę w wysokości 17 tys. dolarów. Prace nad scenariuszem trwały jedenaście tygodni.

### Preprodukcja

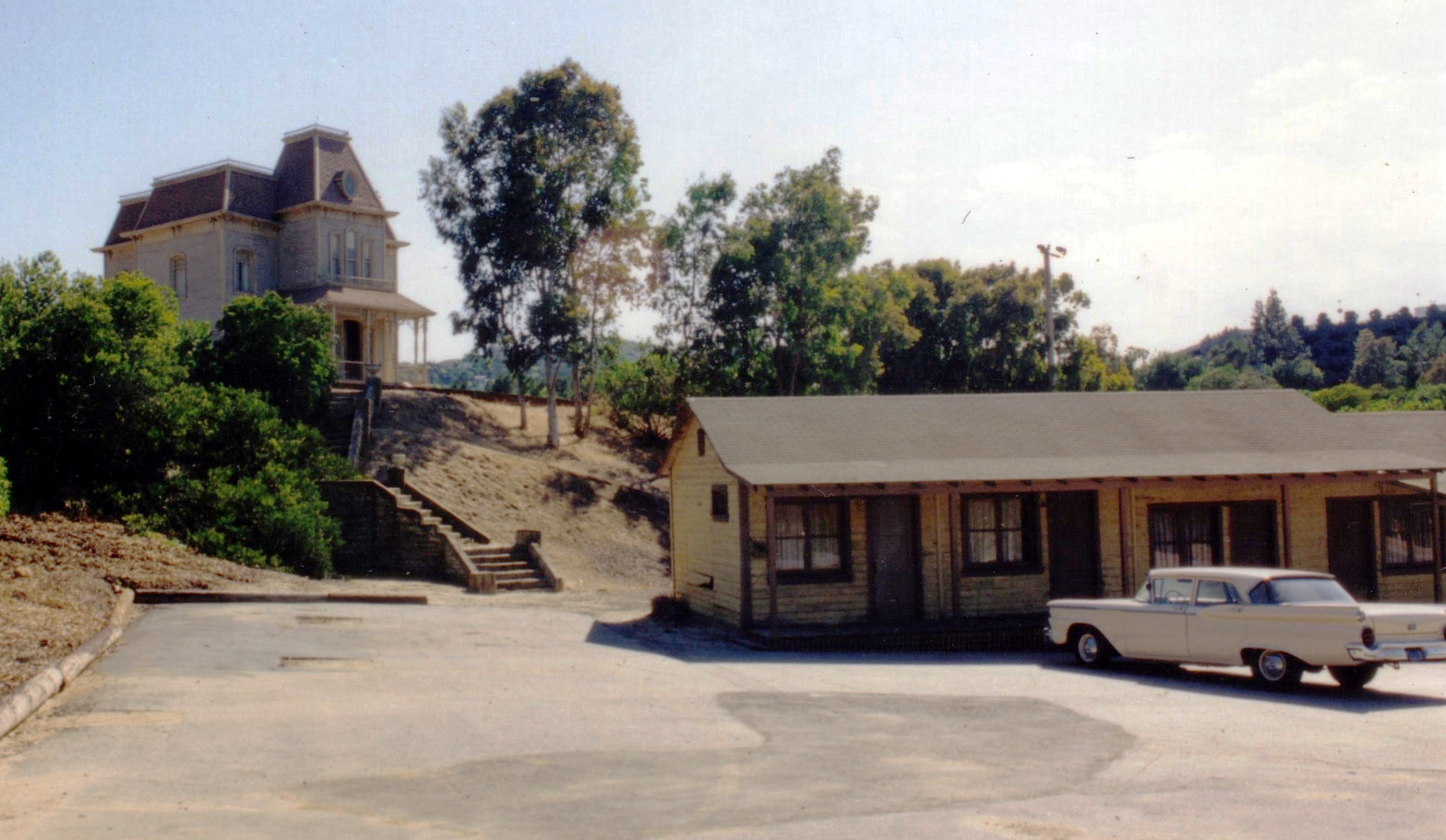
Dom i motel Batesa (2006)

Wskutek ograniczonego budżetu reżyser zaplanował, że Psychoza zostanie zrealizowana równie skrupulatnie i precyzyjnie, jak produkcja wysokobudżetowa, lecz w szybszym tempie i tanim kosztem. W tym celu zatrudnił swoich stałych współpracowników telewizyjnych (z którymi pracował na planie nadawanego od 1955 serialu kryminalnego Alfred Hitchcock przedstawia) – operatora Johna L. Russella, asystenta reżysera Hiltona A. Greena i scenografa George’a Milo. Jak argumentował, „oni świetnie wiedzą, jak pracować szybko, a ja chcę szybko uporać się ze zdjęciami. To nie może być drogi film, przede wszystkim dlatego, że – wyznam szczerze – wcale nie jestem pewien, czy odniesie sukces”. Gdy trwały prace nad scenariuszem, Hitchcock wysłał niewielką część ekipy do Phoenix, by ta zrobiła dodatkowe klimatyczne i szczegółowe zdjęcia. Dowodził nią Charles S. Gould, a ich zadaniem było zarejestrowanie serii zdjęć mieszkańców, ulic miasta i atmosfery. Z polecenia reżysera otrzymano także wytyczne dotyczące sfotografowania „wnętrza tandetnego hotelu z widoczną ulicą z taksówkami i przechodniami” oraz wnętrz biura handlu nieruchomościami, włącznie z bankiem. Zaczerpnięto także informacje na temat psychiatrycznych oddziałów zamkniętych w Kalifornii oraz dokładnie zbadano topografię okolicy, szukając odpowiedniej lokalizacji dla bagna wykorzystanego przez Batesa. Znaleziono je na Grizzly Island przy autostradzie numer 40. Ekipa fotografowała wszystkie obszary znajdujące się na drodze prowadzącej z Phoenix do Kalifornii. Hitchcock na ścianach swojego biura kreślił trasę, a następnie wbijał szpilki, szczegółowo notując poszczególne odległości między miastami (od Phoenix do Kalifornii przez Blythe, Indio, San Bernardino, Palmdale, Lancaster i Redding).

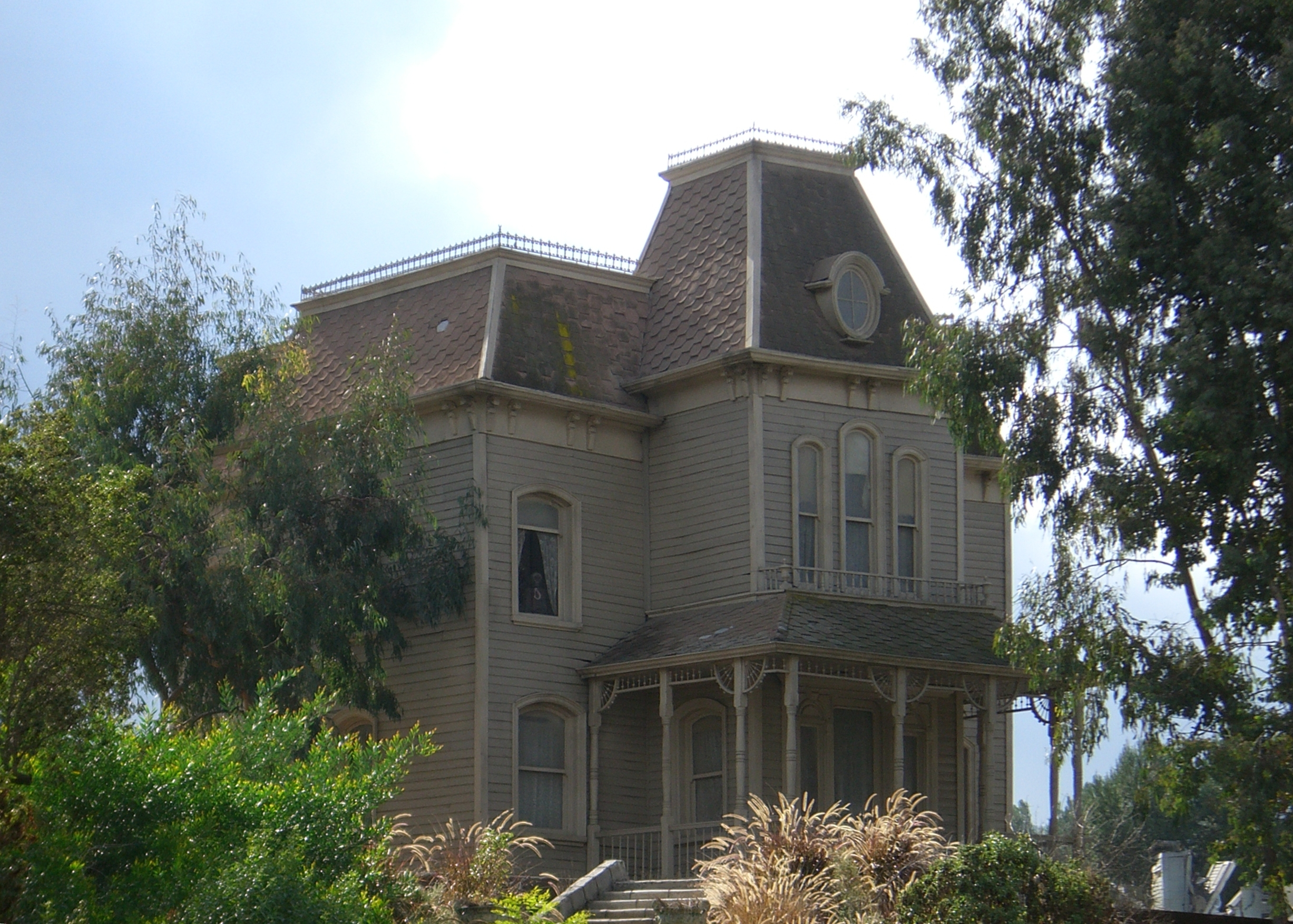
Koszty konstrukcyjne domu Normana Batesa były najdroższym elementem planu filmowego (2006)

Herbert Coleman i Peggy Robertson zaksięgowali budżet Psychozy na nieco ponad 800 tys. dolarów (806 947 dolarów i 55 centów), a czas, jaki przeznaczono na okres zdjęciowy, wyniósł trzydzieści sześć dni. Hitchcock nie chciał, by ktokolwiek wiedział, nad czym pracuje. Film nie dostał tytułu, a znany był jako „produkcja 9401”. Vera Miles przyznawała, że przed rozpoczęciem zdjęć cała ekipa aktorska i techniczna musiała z podniesionymi prawymi rękami przyrzec, że nie ujawni żadnego szczegółu opowieści. Według Petera Ackroyda jeszcze bardziej wzmogło to różnego rodzaju spekulacje i zwiększyło zainteresowanie całym projektem. Z końcem października reżyser przekazywał szefom departamentów Revue Studios szczegóły dotyczące produkcji Psychozy. Vincent Dee sprawował nadzór nad kostiumami, Florence Dee nad uczesaniem, a Jack Barron nad charakteryzacją. Wszystkie osoby otrzymały standardowe honoraria telewizyjne. Biuro Hitchcocka wysłało do szefa działu charakteryzacji i fryzur Larry’ego Germaina czek na kwotę 300 dolarów. 20 i 29 listopada reżyser dostarczył Saulowi Bassowi dwa obszerne fragmenty scenariusza Stefano, by ten mógł rozrysować cały film scena po scenie. W ramach oszczędności na etapie preprodukcji Hitchcock zdecydował się na usunięcie kilku szczegółów zapisanych pierwotnie w scenopisie, jak na przykład ujęcie z helikoptera oraz zdjęcia wewnątrz domu i dzielnicy, w której mieszkała bohaterka i jej siostra.
Do nadzoru scenografii początkowo wyznaczono Henry’ego Bumsteada i Roberta F. Boyle’a, lecz z uwagi na inne zobowiązania zmuszeni byli odmówić. W ich miejsce 30 listopada zaangażowano Josepha Hurleya i na jego prośbę Roberta Clatworthy’ego. Ze względu na krótki czas obydwaj od razu przystąpili do projektowania domu Batesa i motelu. Reżyser największą wagę przywiązywał do detali wystroju wnętrz. Całkowite koszty konstrukcyjne domu wyniosły 15 tys. dolarów, co było najdroższym elementem planu filmowego. Zgłaszano różne sugestie co do jego pierwowzoru; od komiksów Charlesa Addamsa po obrazy Edwarda Hoppera. Hitchcock twierdził, że był to popularny typ domu w północnej Kalifornii, nazywany „gotykiem” lub „pierniczkiem kalifornijskim”. Łączne koszty dla całej ekipy tworzącej film wyniosły 62 tys. dolarów.

### Casting

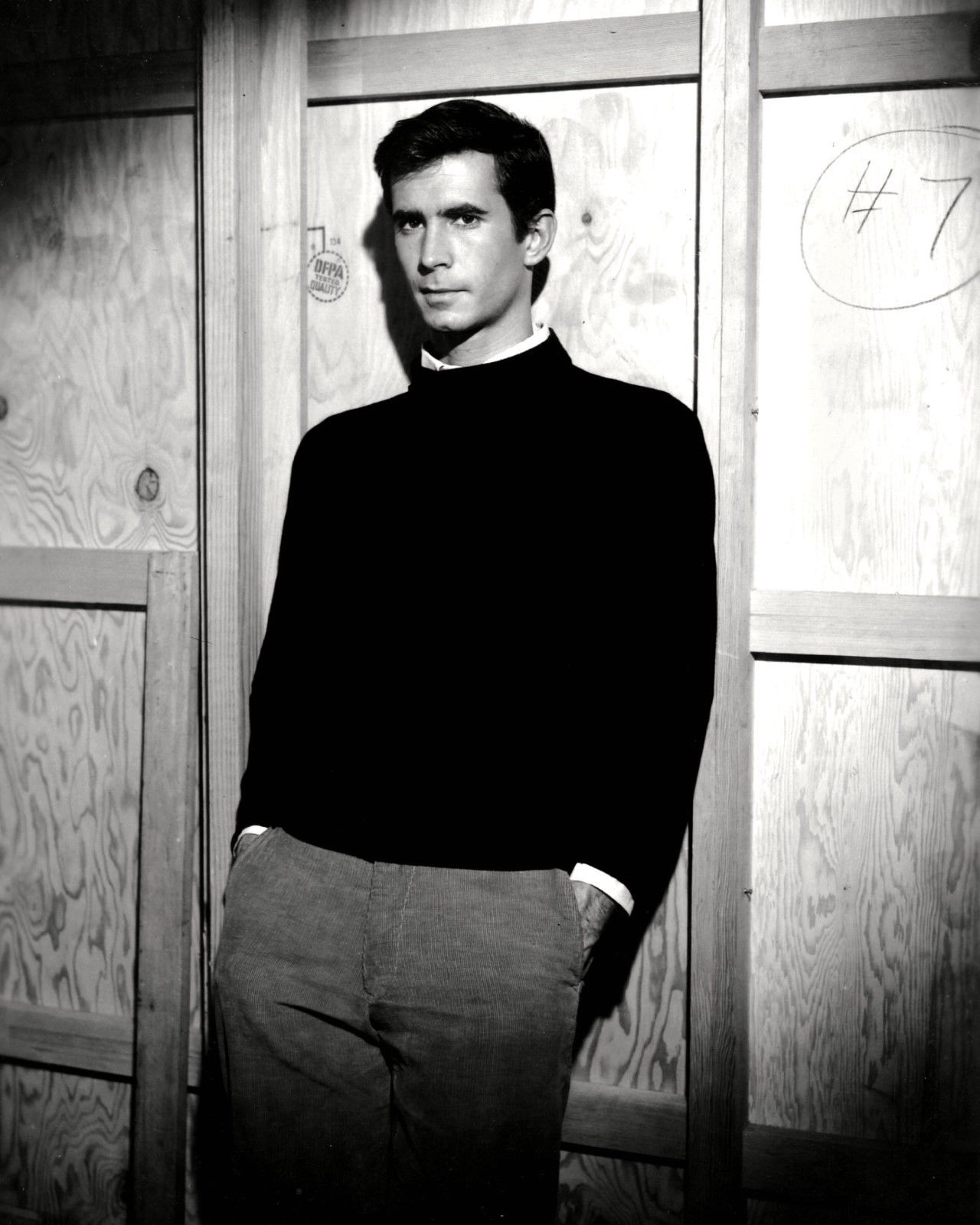
Anthony Perkins został wybrany do roli Normana Batesa przez Hitchcocka na etapie powstawania scenariusza

Mając sceptyczne podejście do angażowania gwiazd filmowych, Hitchcock zdecydował, że obsada Psychozy będzie składała się z aktorów o mniejszej reputacji. Pierwszym wykonawcą, z którym reżyser podpisał kontakt na udział w filmie, był Anthony Perkins, mający na swoim koncie m.in. debiut w dramacie Aktorka (1953, reż. George Cukor). Perkins wyraził chęć gry nie czytając scenariusza. Hitchcock był zwolennikiem zaangażowania aktora, ponieważ na mocy starego kontraktu z Paramountem Perkins miał wystąpić w jeszcze jednej produkcji studia. Jego wynagrodzenie wyniosło 40 tys. dolarów. Rebello podkreślał, że kontrowersyjna rola Normana Batesa (w ocenie pisarza posiadająca cechy transwestyty) była ryzykowna, przez co niewielu ówczesnych aktorów zdecydowałoby się na jej przyjęcie.
Do roli Marion Crane Hitchcock chciał początkowo obsadzić możliwie jak najbardziej znaną aktorkę, by jej postać uśmiercić w połowie trwania filmu, wywołując tym samym szok u widzów. Wśród potencjalnych kandydatek rozważano angaż Evy Marie Saint, której występ w Północy, północnym zachodzie szczególnie przypadł do gustu reżyserowi. Pod naciskami ze strony wytwórni Hitchcock przeglądał wraz z ekipą materiały z jasnowłosymi aktorkami, wśród których były: Hope Lange, Martha Hyer, Piper Laurie i Shirley Jones, znana z takich musicali jak Oklahoma! (1955, reż. Fred Zinnemann) i Carousel (1956, reż. Henry King). Zastanawiano się również nad Laną Turner, mającą na swym koncie występ w filmie romantycznym Zwierciadło życia (1959, reż. Douglas Sirk), zrealizowanym dla Universalu. Hitchcock zdecydował się na podpisanie kontraktu z Janet Leigh, kojarzoną z kreacji w kostiumowo-przygodowym filmie Niezłomny wiking (1954, reż. Henry Hathaway) i komedii romantycznej Wymarzony urlop (1958, reż. Blake Edwards). W 1948 nazywano ją „numerem jeden pośród olśniewających dziewcząt Hollywood”. Aktorka wyrażała podekscytowanie możliwością współpracy z reżyserem. Gdy odwiedziła go w domu przy Bellagio Road, Hitchcock przedstawił jej makietę każdej scenografii, którą zamierzał użyć. Poinstruował Leigh, czego oczekuje od jej gry i w jakich ściśle określonych ramach ma się mieścić. Honorarium aktorki wyniosło 25 tys. dolarów.

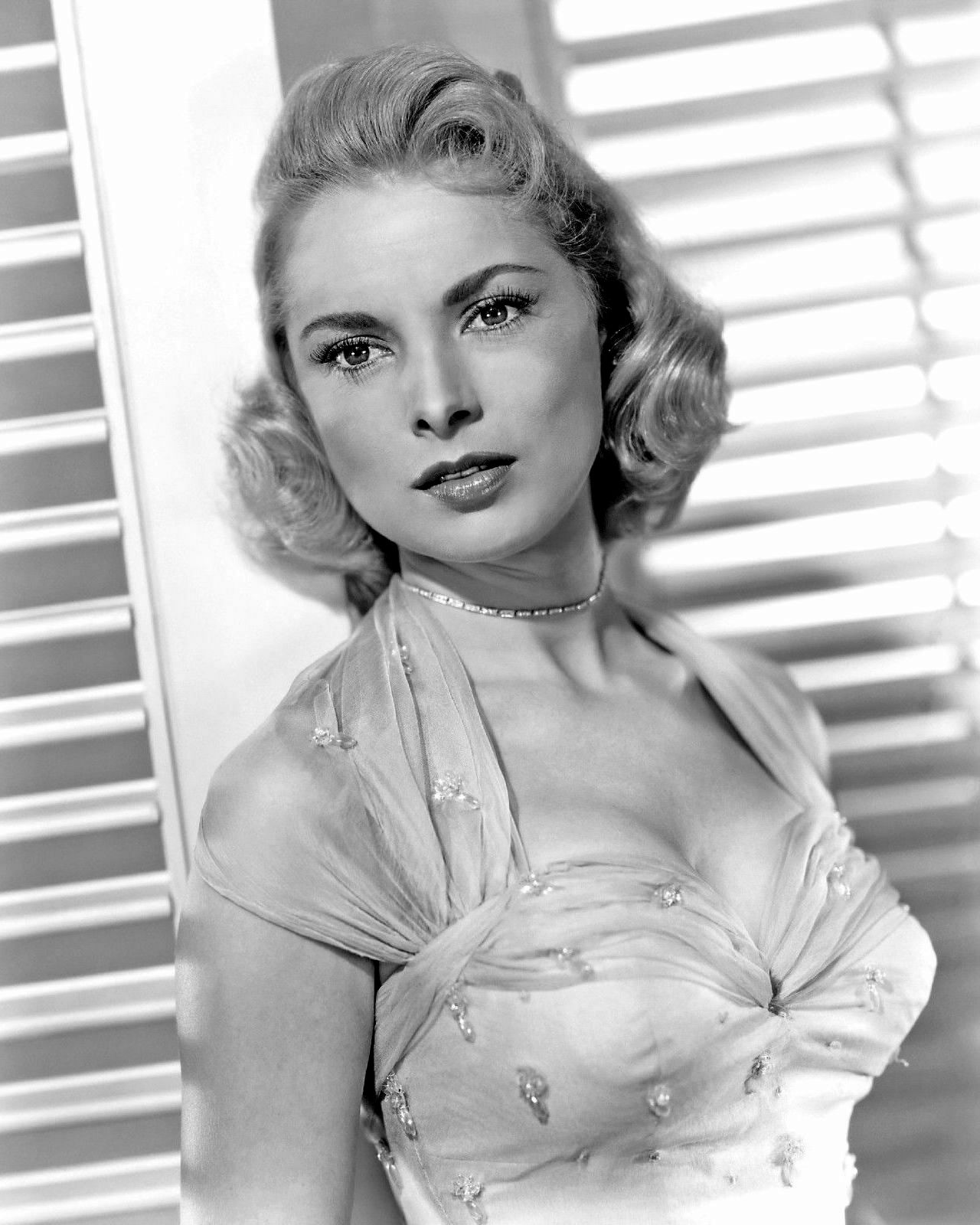
Janet Leigh została obsadzona w roli Marion Crane

Do roli Lili Crane – młodszej siostry Marion – reżyser ponownie szukał aktorki, na którą byłoby go stać. Pierwszą kandydatką była Carolyn Kearney (porównywana z wyglądu do Doris Day), która zwróciła na siebie uwagę Hitchcocka występem w odcinku (scenariusz Arthura Haileya) „Diary of a Nurse” serialu stacji CBS – Playhouse 90. Ostatecznie rolę Lili powierzył Verze Miles (mimo dużego rozczarowania, gdy z powodu ciąży opuściła obsadę Zawrotu głowy). Aktorka otrzymywała wynagrodzenie na poziomie 1750 dolarów tygodniowo, choć według Barrona jej współpraca z reżyserem na planie często była konfliktowa. W opinii Rebello Miles, która w przeszłości była główną protegowaną Hitchcocka i przymierzano ją do zastąpienia Grace Kelly, została zdegradowana przez reżysera do mniej istotnej roli.
Studio Universal do roli Sama Loomisa, chłopaka Marion, zaproponowało kandydaturę Johna Gavina. Hitchcock początkowo blokował ten wybór, sprawdzając wraz z Robertson oraz Stefano innych kandydatów, wśród których byli: Cliff Robertson, Jack Lord, Robert Loggia, Robert Taylor, Stuart Whitman i Tom Tryon. Niedostępność większości wymienionych aktorów i okrojony budżet sprawiły, że Hitchcock zmuszony był przystać na zaproponowaną wcześniej kandydaturę Gavina, który został wypożyczony z Universalu na okres sześciu tygodni za 30 tys. dolarów. Wszystkie cztery kontrakty z odtwórcami głównych ról podpisano przed 18 listopada 1959.
Wzburzenie w prasie wywołała wypowiedź Hitchcocka, sugerująca, że do roli matki Batesa przymierzane są Helen Hayes oraz Judith Anderson. Reżyser zaczął otrzymywać listy i telegramy od starszych aktorek, wyrażających chęć dostania roli. Jedną z nich była Norma Varden, współpracująca z Hitchcockiem w 1951 przy Nieznajomych z pociągu. Reżyser zatrudnił anonimowy zespół, chcąc uchwycić liczne nastroje i sceny z matką. Do ujęcia zbliżania się do zasłony prysznica z uniesionym nożem zaangażował dublerkę Margo Epper. Ann Dore brała udział w scenach kontaktu fizycznego z przerażoną ofiarą, a z kolei dublerka i kaskaderka Mitzi Koestner występowała w ujęciach ukazujących matkę Batesa z góry (m.in. scena dźgania detektywa Arbogasta).
Zaangażowanie Martina Balsama do roli detektywa Arbogasta i Simona Oaklanda do roli psychiatry Richmonda było pomysłem Stefano, uważającemu, że drugi z aktorów potrafi „ukraść scenę”. Hitchcock obsadził swoją córkę Patricię w epizodycznej roli Caroline, rozgadanej i uszczypliwej koleżanki Marion z pracy. Otrzymywała 500 dolarów dziennie za dwa dni zdjęciowe. Do innych epizodów reżyser zaangażował Franka Albertsona (osobiście wolał Alana Reeda), Johna McIntire’a i Lurene Tuttle (którzy w sumie otrzymali 1250 dolarów), Morta Millsa i ówczesną gwiazdę telewizji Teda Knighta, któremu płacono 150 dolarów dziennie.

### Realizacja

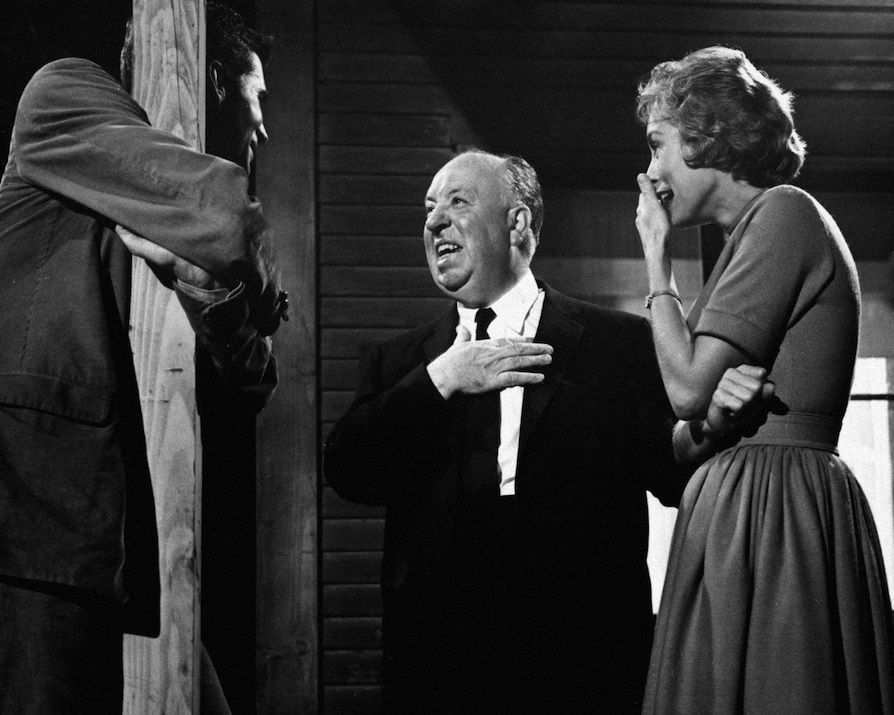
Perkins, Hitchcock i Leigh na planie

Pierwszy materiał do Psychozy Hitchcock nakręcił 11 listopada 1959, realizując zdjęcia próbne z udziałem Perkinsa. Dwa dni później ekipa przeniosła się do Fresno i Bakersfield w Kalifornii, gdzie nagrywano materiał na autostradzie numer 99, wykorzystany do czterdziestu dziewięciu kadrów przedstawiających jazdę samochodem głównej bohaterki przy zastosowaniu procesu tylnej projekcji. Druga ekipa przez tydzień przebywała w Phoenix. Reżyser chętnie korzystał z możliwości filmowania czarno-białych zdjęć, będąc pod wrażeniem pracy Henri-Georges’a Clouzota w Widmie.
Zdjęcia rozpoczęły się 30 listopada. Realizację zaczynano o godzinie dziewiątej (cała ekipa obecna była na planie pół godziny wcześniej) i trwała do wpół do szóstej wieczorem. Reżyser najwięcej uwagi poświęcał odtwórcom najważniejszych ról – Perkinsowi i Leigh. Relacje pomiędzy dwójką aktorów i Hitchcockiem były dobre. Biograf Donald Spoto podkreślał, że wszystkie szczegóły dotyczące produkcji filmu utrzymywano w ścisłej tajemnicy, większość zdjęć realizowano na zamkniętym planie, a zakończenie znał jedynie reżyser, który ostatnie kartki scenariusza trzymał przy sobie. Pierwszego dnia zdjęcia odbywały się na Scenie 18-A. Przez pierwszy tydzień skupiano się na scenach zatrzymania Marion przez policjanta patrolującego autostradę, jej przybycia do motelu Batesa i spotkania z głównym bohaterem na werandzie. Hitchcock udzielał wskazówek dotyczących ujęć, dobrania odpowiedniego obiektywu do danej sceny i ustawienia kamery. W początkowych dniach realizacji problemy sprawiało skorygowanie odpowiedniego ruchu kamery, wskutek czego reżyser wyrażał niezadowolenie z pracy ekipy telewizyjnej, niemającej doświadczenia w pracy nad filmem pełnometrażowym. Dziennie robiono od czternastu do osiemnastu ustawień. Hitchcock ograniczał się do dwóch–trzech lub trzech–czterech ujęć tej samej sceny, chcąc zachować efekt pierwszego wrażenia. Uważał, że większa liczba dubli zmniejsza spontaniczność.

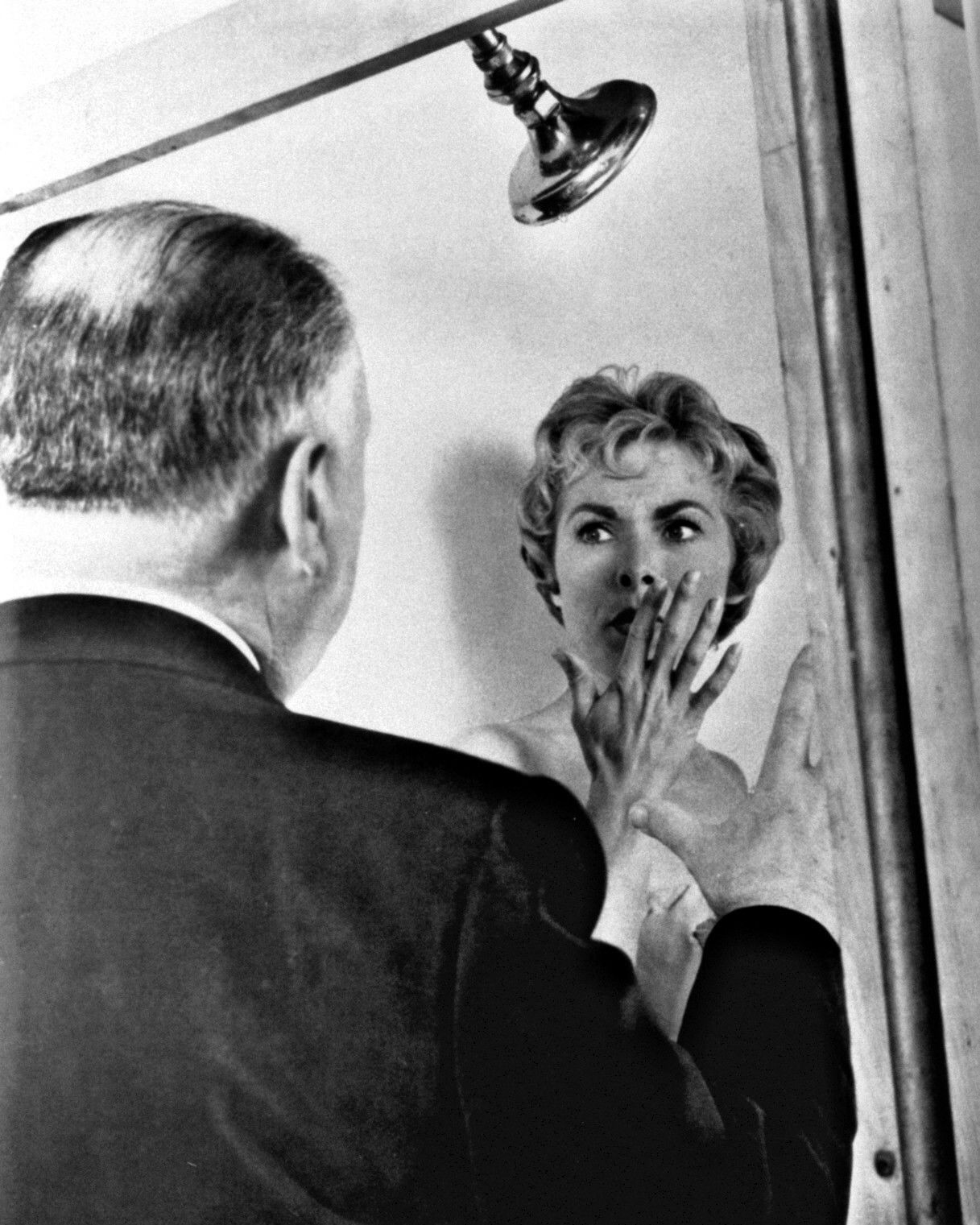
Hitchcock i Janet Leigh w trakcie omawiania sceny pod prysznicem

Wiele negatywnych uwag Hitchcock wyrażał pod adresem Gavina, który jego zdaniem „grał sztywno”. Z tego względu nagranie sceny miłosnej, gdzie bohaterka kreowana przez Leigh ubrana jest jedynie w halkę i biustonosz, okazało się problematyczne. W trakcie realizacji reżyser najwięcej uwagi poświęcał Leigh, zmuszając aktorkę do jak najdobitniejszej gry. Przed każdą sceną podchodził do niej, udzielając wskazówek. Pomimo swoich zasad często słuchał sugestii Perkinsa, którego gra i pełne zaangażowanie bardzo mu się podobały. Zarówno Leigh, jak i Perkins mieli swobodę dowolnego interpretowania swoich ról i improwizacji, o ile nie wymagało to zmiany ustawienia kamery. Chcąc wywołać jak największą uwagę u widza, Hitchcock nalegał, by operator używał obiektywu o ogniskowej 50 mm, co w połączeniu z taśmą 35 mm dawało pole widzenia najbardziej zbliżone do ludzkiego oka.

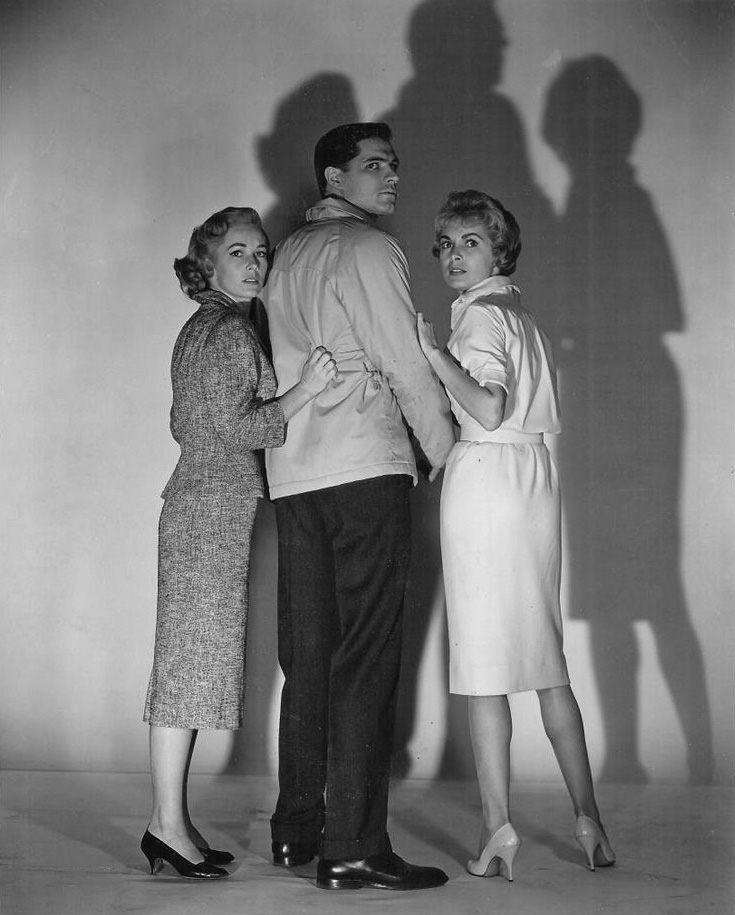
Od lewej: Vera Miles, John Gavin i Janet Leigh na planie filmu Psychoza

Rolę konsultanta wizualnego pełnił Saul Bass. Przygotowując się do realizacji sceny pod prysznicem, reżyser, za dopłatą 2 tys. dolarów poprosił grafika o przygotowanie scenorysu. Do zdjęć sekwencji Hurley i Clatworthy wybudowali oddzielną konstrukcję o czterech ścianach. Każda z nich była ruchoma, aby umożliwić Hitchcockowi dowolne ustawienie kamery. Reżyser nalegał na „oślepiająco białe kafelki” i błyszczącą armaturę, nawiązując tym samym do swoich poprzednich produkcji – Morderstwa (1930) i Urzeczonej (1945). Omawiając tę scenę z Leigh, przedstawił aktorce scenorys Bassa, zakładający dokładnie rozpisane kąty ustawienia kamery. Mając na uwadze granice wyznaczone przez cenzurę, kostiumolożka Rita Riggs przygotowała dla Leigh cielisty elastik, zakrywający intymne miejsca. Na potrzeby sekwencji Bass stworzył zbliżenia ukazujące zakrwawione dłonie ofiary sięgające do przeciętej szyi, zaaprobowane przez Hitchcocka. Próbny materiał nakręcono 10 grudnia. Po rozpisaniu rysunków przez reżysera okazało się, że do realizacji ujęcia potrzeba będzie siedemdziesięciu ośmiu ustawień kamery i skonstruowania specjalnego rusztowania. Hitchcock chciał wykorzystać krew w scenie, którą imitował syrop czekoladowy. Jego sprowadzeniem zajęli się charakteryzatorzy Jack Barron i Robert Dawn. Zdjęcia rozpoczęły się 18 grudnia i kontynuowane były od 23 do 28 grudnia na Scenie A-18, wzbudzając zainteresowanie pracowników wytwórni. Według Riggs sekwencję nagrywano klatka po klatce w oparciu o scenorys. Realizacja 45-sekundowej sceny zajęła ekipie siedem dni, choć zapiski z planu informowały o jedenastu. Chcąc sfilmować sekwencję w jednym ciągłym ujęciu Hitchcock korzystał z wózka kamerowego. Odgłosy wbijającego się w ciało noża uzyskano poprzez dźganie melona kasaba. Perkins nie brał udziału w nagrywaniu sekwencji pod prysznicem (w owym czasie przygotowywał się do występu na Broadwayu). Zastąpił go dubler.
Reżyser znacznie większą uwagę skupiał na postaci Normana Batesa i Miltona Arbogasta niż Sama Loomisa i Lili Crane. Podobnie jak Orson Welles w Obywatelu Kanie (1941), tak i Hitchcock zachęcał Perkinsa i Balsama, aby ci zdali się na własny rytm i podteksty, które nakładałyby się w ich dialogach, powodując większe napięcie. Członkowie ekipy naciskali na reżysera, aby morderstwo detektywa potraktował jako bardziej kluczowe dla filmu, niż sekwencja pod prysznicem. Zdjęcia zabójstwa Arbogasta zaplanowano na 14 stycznia 1960, lecz już tydzień wcześniej rozpoczęto techniczne przymiarki. By móc uchwycić obraz z góry, Hurley i Clatworthy opracowali metalowy dwójnóg wciągany za pomocą przekładni, który uniósł dwóch kamerzystów i asystenta, umożliwiając mu panoramowanie. W sekwencji rolę matki odegrała dublerka Mitzi Koestner. Aby zamaskować prawdziwą tożsamość bohaterki, użyto wysokiego kąta kadru.
Sekwencja z zatopieniem w bagnie forda Customa 300 z ciałem Marion Crane i skradzionymi pieniędzmi w bagażniku była jednym z najtrudniejszych zadań w trakcie filmowania. Za sprawą wbudowanego w ziemię hydraulicznego podnośnika samochód najeżdżał na urządzenie, które następnie obracało się i ściągało auto w dół, w miarowym, ściśle ustalonym tempie. Hitchcock eksperymentował z różnymi wersjami manekina przedstawiającego trupa matki Batesa. Chcąc sprawdzić reakcję na jego widok, reżyser, poza opinią Almy Reville, chował potajemnie kukłę w garderobie Leigh. „Hitchcock lubił się ze mną droczyć, bo byłam dobrym odbiorcą i uwielbiał mnie straszyć, więc eksperymentował na mnie z trupem matki, i natykałam się na tę straszną poczwarę siedzącą na moim krześle. Moje wrzaski pozwoliły mu dokonać wyboru właściwej Madame” – wspominała aktorka.

### Montaż i postprodukcja

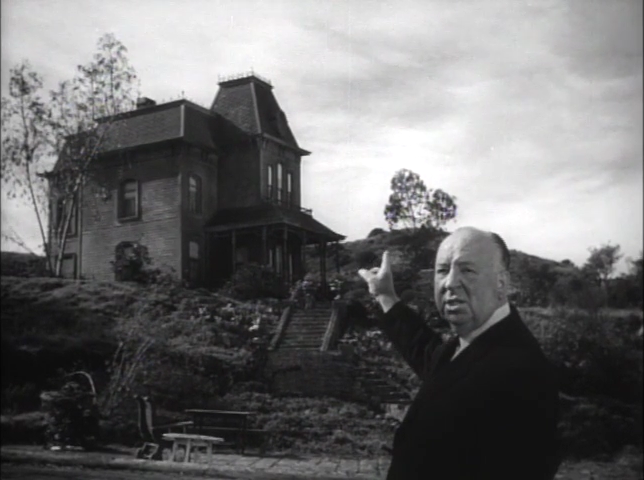
Hitchcock na tle domu Batesa w zwiastunie filmu

Ostatni klaps na planie padł 1 lutego 1960. Zdjęcia – z planowanych trzydziestu sześciu dni – przedłużyły się do czterdziestu dwóch. Zaniepokojony zdjęciami do czołówki filmu reżyser 25 lutego wysłał niewielką ekipę do Phoenix, by ta raz jeszcze nakręciła materiał z miejskim horyzontem. Inna część ekipy realizowała w North Hollywood powtórzone zdjęcia szczegółów morderstwa Arbogasta, żeby dopasować pierwotne zamierzenia Bassa do poprawek naniesionych przez Hitchcocka. Na etapie postprodukcji grafik umieścił za domem Batesa poklatkowy monolit pochmurnego nieba, który przesuwając się w normalnym tempie sprawiał, że budynek nabierał jeszcze bardziej upiornego wyglądu. Z rekomendacji Perkinsa Hitchcock zaangażował Paula Jasmina do nagrania ścieżek dubbingowych głosu matki Batesa. Dodatkowo reżyser zatrudnił także Jeanette Nolan i Virginię Gregg, które podczas jednodniowej sesji nagrały kilka kwestii (m.in. w scenach pod prysznicem i w piwnicy). Dźwiękowcy Waldon O. Watson i William Russell połączyli i zespoili wszystkie trzy głosy w jeden.
Etap montażu Psychozy trwał osiem tygodni. Cały proces nadzorował i wykonał George Tomasini, co było wyjątkiem pośród ekipy składającej się ze współpracowników telewizyjnych. Hitchcock zdecydował się na angaż Tomasiniego z uwagi na jego doświadczenie w sztuce montażu i scenę pod prysznicem. Uważał, że pedantyczne podejście filmowca pozwoli w odpowiedni sposób zmontować całą sekwencję, którą traktował z priorytetem. Gotowe ujęcie reżyser pokazał żonie Almie Reville, będącej w przeszłości montażystką, która jako jedyna ze wszystkich dostrzegła, że po scenie morderstwa Leigh, leżąc na podłodze, przełknęła ślinę. Błąd został wycięty oraz przedzielony ujęciem samego prysznica. Hitchcock, prócz przeglądania wstępnie sklejonej taśmy, upraszczał i skreślał wiele kwestii autorstwa Stefano, który starał się pogłębić rysy postaci, kontekst i strukturę fabuły. Na etapie prac montażowych wyeliminowano ujęcie noża wbijającego się w tułów.
Pierwszy montaż Psychozy, pozbawiony zmiksowanej ścieżki dźwiękowej i podkładu muzycznego, został zaprezentowany 26 kwietnia 1960 w sali projekcyjnej numer 8 w Universal Revue. Podczas pokazu obecni byli współpracownicy: Hilton A. Green, George Tomasini, Peggy Robertson, George Milo, Robert Clatworthy, Joseph Hurley, John Russell, Rita Riggs i Jack Barron. Opinie były mieszane, a najwięcej zastrzeżeń zgłaszał Stefano. Po stworzeniu sekwencji tytułowej i ścieżki dźwiękowej Hitchcock wraz Tomasinim zdecydował się na wycięcie kilku dialogów i scen plenerowych, przyspieszając tym samym tempo filmu. Na drugi pokaz reżyser zaprosił Lew Wassermana, Roberta Blocha, odtwórczynię roli Marion, Janet Leigh, i jej ówczesnego męża Tony’ego Curtisa oraz większość członków ekipy technicznej. Mimo że przyjęcie było przychylniejsze niż w przypadku pierwszej wersji, Stefano był niezadowolony z powodu wycięcia przez Hitchcocka kilku dialogów i obrazów, które jego zdaniem miały przygotować widza na pełne odczuwanie emocji związanych z zabiciem Marion. Tomasini otrzymał honorarium w wysokości 11 tys. dolarów.

### Muzyka
| „Ta ścieżka stała się podsumowaniem wszystkich poprzednich, które Herrmann napisał dla Hitchcocka, oddając głębie ludzkiej psyche, przerażenie, tęsknotę, żal – czyli w skrócie podstawowe źródła hitchcockowskiego wszechświata.”– Stephen Rebello |

Pod koniec listopada 1959 Hitchcock zwrócił się z prośbą do Bernarda Herrmanna, z którym współpracował od czasów realizacji Człowieka, który wiedział za dużo (1956), by ten napisał ścieżkę dźwiękową. Kompozytor początkowo odrzucił ofertę wynagrodzenia w postaci zwykłej pensji. Po kilku dniach reżyser ostatecznie przystał na warunek Herrmanna wynoszący 17,5 tys. dolarów. Hitchcock opracował dokładne wytyczne dotyczące poszczególnych scen Psychozy, dźwięków, efektów specjalnych i muzyki. Mimo konfliktowego charakteru i niechęci do słuchania wskazówek innych Herrmann początkowo stosował się do wymagań reżysera. Na etapie prac montażowych kompozytor sugerował użycie jedynie instrumentów strunowych, jednak Hitchcock opowiadał się za wprowadzeniem post-bebopowych jazzowych dźwięków. Herrmann zdecydował się na zignorowanie kontrsugestii reżysera i pozostał przy swoim pierwotnym pomyśle, wykorzystując takie instrumenty jak skrzypce i wiolonczela. Według Stevena C. Smitha kompozytor pomyślał o jednolitym brzmieniu dla całej ścieżki dźwiękowej jako sposobie na odzwierciedlenie czarno-białej kinematografii filmu. Hitchcock wyrażał zadowolenie z nowego podkładu muzycznego i zdecydował się na niemalże podwojenie honorarium kompozytora do kwoty 34 tys. 501 dolarów.

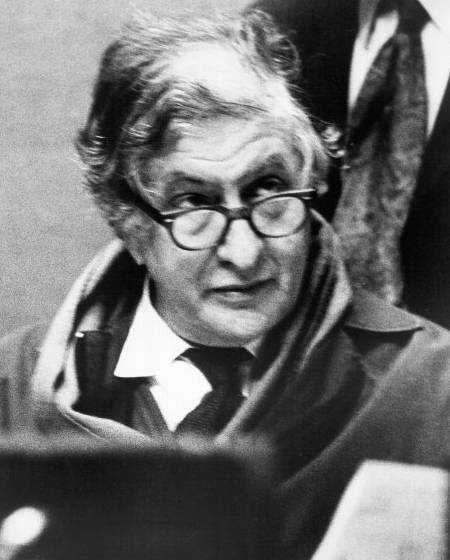
Bernard Herrmann, autor ścieżki dźwiękowej do filmu Psychoza

W opinii Jacka Sullivana reżyser po raz kolejny obalił konwencję, zakładającą, że muzyka musi stanowić jedynie podświadome tło dla filmu. Autor zaznaczał, że zastosowane w sekwencji pod prysznicem dysonansy to „siła agresji równie przerażająca jak migający nóż”. Pojawiały się różnego rodzaju spekulacje mówiące o tym, że Herrmann wykorzystał w scenie morderstwa pod prysznicem elektroniczne dźwięki, a także wzmocnione skrzeknięcia ptaków, lecz charakterystyczny dźwięk uzyskano jedynie za pomocą skrzypiec, które w ocenie Christophera Palmera, kompozytora i autora książki The Composer in Hollywood (1990), brzmiały jak „pisk, przeszywający dźwięk niezwykłego okrucieństwa”. Jedyne zastosowanie wzmocnienia elektronicznego polegało na umieszczeniu mikrofonów w pobliżu instrumentów, w celu uzyskania ostrzejszego dźwięku. Zdaniem Palmera dźwięk skrzypiec – kojarzący się ze skrzekaniem ptaków – mógł być wskazówką dla publiczności, że to Norman Bates, miłośnik wypchanych ptaków, może być faktycznym mordercą, a nie jego matka. Hitchcock początkowo nie chciał żadnej muzyki w sekwencji pod prysznicem, jednak Herrmann zignorował sugestie filmowca, podobnie jak w przypadku kilku innych scen. Sullivan wyróżniał „niepokojące dźwięki altówki”, które – w ocenie autora – „stały się znakomitym wzorem filmowego napięcia”. Główny motyw muzyczny, nadający ton nieuchronnej przemocy, wykorzystano trzykrotnie. W opinii Palmera, pomimo że przez pierwsze 15–20 minut nic się nie dzieje, główny motyw pozostaje w umysłach widzów, nadając napięcie wczesnym scenom. Herrmann utrzymał również napięcie poprzez wolniejsze momenty w filmie, dzięki zastosowaniu ostinato.
Według Palmera muzyka do Psychozy jest „być może najbardziej spektakularnym osiągnięciem Herrmanna i Hitchcocka”. Fred Steiner zaznaczał, że „instrumenty strunowe dały Herrmannowi dostęp do szerszego zakresu brzmienia, dynamiki i instrumentalnych efektów specjalnych, bardziej niż jakakolwiek inna grupa instrumentalna”. Z kolei Stephen Rebello podkreślał, że „Bernard Herrmann wyczarował arcydzieło na wiolonczelę i skrzypce, muzykę «czarno-białą», która wgryzała się w zakończenia nerwowe widza za każdym razem, kiedy rozbrzmiewała”. Hitchcocka szczególnie ubawiły „krzyczące gęśle”, Wyrażał także zadowolenie z napięcia i dramatyzmu, jakie dodano do filmu, przyznając, że „trzydzieści trzy procent efektu Psychozy było spowodowane muzyką”. Zdaniem Ackroyda ważną rolę w sekwencji pod prysznicem odegrała muzyka z krzyczącą intensywnością skrzypiec. Biograf Herrmanna, Steven C. Smith, pisał, że muzyka do sceny pod prysznicem to „prawdopodobnie najbardziej znany (i najczęściej naśladowany) sygnał w muzyce filmowej”. Podobną opinię wyrażał Royal S. Brown, według którego główny temat Psychozy „powtarza się tak często i w tak muzycznie dobitnych momentach, że wydaje się nie tylko punktem wyjścia, ale także punktem powrotu”.

#### Ścieżka dźwiękowa
Na początku lat 70. Herrmann dyrygował London Philharmonic Orchestra, nagrywającą skondensowaną wersję ścieżki dźwiękowej. Jak argumentował: „Poczułem, że jestem w stanie uzupełnić czarno-białe zdjęcia filmu czarnym i białym brzmieniem. Myślę, że jest to jedyny przypadek, kiedy w filmie wykorzystano wyłącznie brzmienie instrumentów strunowych”. Nagranie pełnej ścieżki do Psychozy miało miejsce 2 października 1975 pod kierownictwem Herrmanna.
| Psycho (Original Motion Picture Score) | Psycho (Original Motion Picture Score) | Psycho (Original Motion Picture Score) | Psycho (Original Motion Picture Score) |
| Nr                                     | Tytuł utworu                           | Autor                                  | Długość                                |
| -------------------------------------- | -------------------------------------- | -------------------------------------- | -------------------------------------- |
| 1.                                     | „Prelude and Dawn”                     | Bernard Herrmann                       | 2:11                                   |
| 2.                                     | „The City”                             | Bernard Herrmann                       | 1:26                                   |
| 3.                                     | „Marion”                               | Bernard Herrmann                       | 1:28                                   |
| 4.                                     | „Marion and Sam”                       | Bernard Herrmann                       | 1:48                                   |
| 5.                                     | „Temptation”                           | Bernard Herrmann                       | 3:12                                   |
| 6.                                     | „Flight”                               | Bernard Herrmann                       | 1:08                                   |
| 7.                                     | „The Patrol Car”                       | Bernard Herrmann                       | 1:10                                   |
| 8.                                     | „The Car Lot”                          | Bernard Herrmann                       | 1:41                                   |
| 9.                                     | „The Package”                          | Bernard Herrmann                       | 1:33                                   |
| 10.                                    | „The Rainstorm”                        | Bernard Herrmann                       | 3:19                                   |
| 11.                                    | „Hotel Room”                           | Bernard Herrmann                       | 1:36                                   |
| 12.                                    | „The Window”                           | Bernard Herrmann                       | 1:01                                   |
| 13.                                    | „The Parlour”                          | Bernard Herrmann                       | 1:33                                   |
| 14.                                    | „The Madhouse”                         | Bernard Herrmann                       | 2:18                                   |
| 15.                                    | „The Peephole”                         | Bernard Herrmann                       | 3:15                                   |
| 16.                                    | „The Bathroom”                         | Bernard Herrmann                       | 0:46                                   |
| 17.                                    | „The Murder”                           | Bernard Herrmann                       | 0:53                                   |
| 18.                                    | „The Body”                             | Bernard Herrmann                       | 0:33                                   |
| 19.                                    | „The Office”                           | Bernard Herrmann                       | 1:27                                   |
| 20.                                    | „The Curtain”                          | Bernard Herrmann                       | 1:10                                   |
| 21.                                    | „The Water”                            | Bernard Herrmann                       | 1:14                                   |
| 22.                                    | „The Car”                              | Bernard Herrmann                       | 0:44                                   |
| 23.                                    | „The Swamp”                            | Bernard Herrmann                       | 2:12                                   |
| 24.                                    | „The Search (A)”                       | Bernard Herrmann                       | 0:47                                   |
| 25.                                    | „The Shadow”                           | Bernard Herrmann                       | 0:49                                   |
| 26.                                    | „Phone Booth”                          | Bernard Herrmann                       | 0:53                                   |
| 27.                                    | „The Porch”                            | Bernard Herrmann                       | 1:06                                   |
| 28.                                    | „The Stairs”                           | Bernard Herrmann                       | 3:03                                   |
| 29.                                    | „The Knife”                            | Bernard Herrmann                       | 0:30                                   |
| 30.                                    | „The Search (B)”                       | Bernard Herrmann                       | 1:26                                   |
| 31.                                    | „First Floor”                          | Bernard Herrmann                       | 2:31                                   |
| 32.                                    | „Cabin 10”                             | Bernard Herrmann                       | 1:04                                   |
| 33.                                    | „Cabin 1”                              | Bernard Herrmann                       | 1:12                                   |
| 34.                                    | „The Hill”                             | Bernard Herrmann                       | 1:36                                   |
| 35.                                    | „The Bedroom”                          | Bernard Herrmann                       | 1:02                                   |
| 36.                                    | „The Toys”                             | Bernard Herrmann                       | 1:06                                   |
| 37.                                    | „The Cellar”                           | Bernard Herrmann                       | 1:24                                   |
| 38.                                    | „Discovery”                            | Bernard Herrmann                       | 0:20                                   |
| 39.                                    | „Finale”                               | Bernard Herrmann                       | 1:49                                   |
|                                        |                                        |                                        | 58:16                                  |

## Promocja

Charakterystyczne logo autorstwa Tony’ego Palladino było aktywnie wykorzystywane podczas kampanii promocyjnej filmu

Hitchcock szczególną wagę przywiązywał do kampanii promocyjnej. W pierwszej kolejności skupił się na tytule. Będąc pod wrażeniem okładki książki Blocha zaprojektowanej przez Tony’ego Palladino, skontaktował się z agencją reklamową McCann-Erickson, by zawrzeć umowę. Reżyserowi zależało na zamieszczaniu w gazetach i na plakatach liternictwa z kilkoma zdjęciami głównych aktorów, a także loga, składającego się z grubych, potrzaskanych liter. Reżyser zrezygnował z przedpremierowych pokazów dla dziennikarzy i krytyków, obawiając się, że zakończenie filmu przedostanie się do opinii publicznej, psując tym samym cały efekt. Zabronił też Leigh i Perkinsowi udzielania jakichkolwiek wywiadów promocyjnych dla radia, prasy i telewizji.
Za namową Wassermana Hitchcock zgodził się na dwa przedpremierowe pokazy Psychozy w Nowym Jorku, które odbyły się 16 czerwca w kinach DeMille, Baronet oraz w Hollywood Theatre. Reżyser wraz z dyrektorem do spraw promocji Paramountu, Herbem Steinbergiem, i kilkoma innymi pracownikami działu sprzedaży reklamy postanowili przetestować podczas nowojorskiego pokazu kampanię reklamową i próbę dotarcia do widza, która – w razie powodzenia – miała być wprowadzona na terenie całego kraju. W lokalnych gazetach i magazynach zamieszczano tytuły z nagłówkiem o treści: „Nikt, ale to dosłownie nikt, nie zostanie wpuszczony do kina po rozpoczęciu projekcji Psychozy” (pomysł z niewpuszczaniem spóźnionych widzów zastosował wcześniej Clouzot przy okazji premiery Widma w 1955). Na pokazie obecni byli szefowie Paramountu i szef studia, Y. Frank Freeman. Wszyscy zgodnie uznali, że jest to film z niższej półki i nie odniesie sukcesu komercyjnego.
W ramach promocji wyprodukowano trzy zwiastuny, których całkowity koszt realizacji wyniósł 9 619 dolarów i 90 centów. Miesiąc przed premierą Psychozy Paramount wypuścił do kin dwa z nich. Dodatkowo Hitchcock nagrał dwanaście reklam radiowych. Kampania promocyjna Psychozy przeszła do historii jako jedna z najsprawniej zaplanowanych i najlepiej przeprowadzonych.

## Odbiór

### Premiera kinowa i recenzje

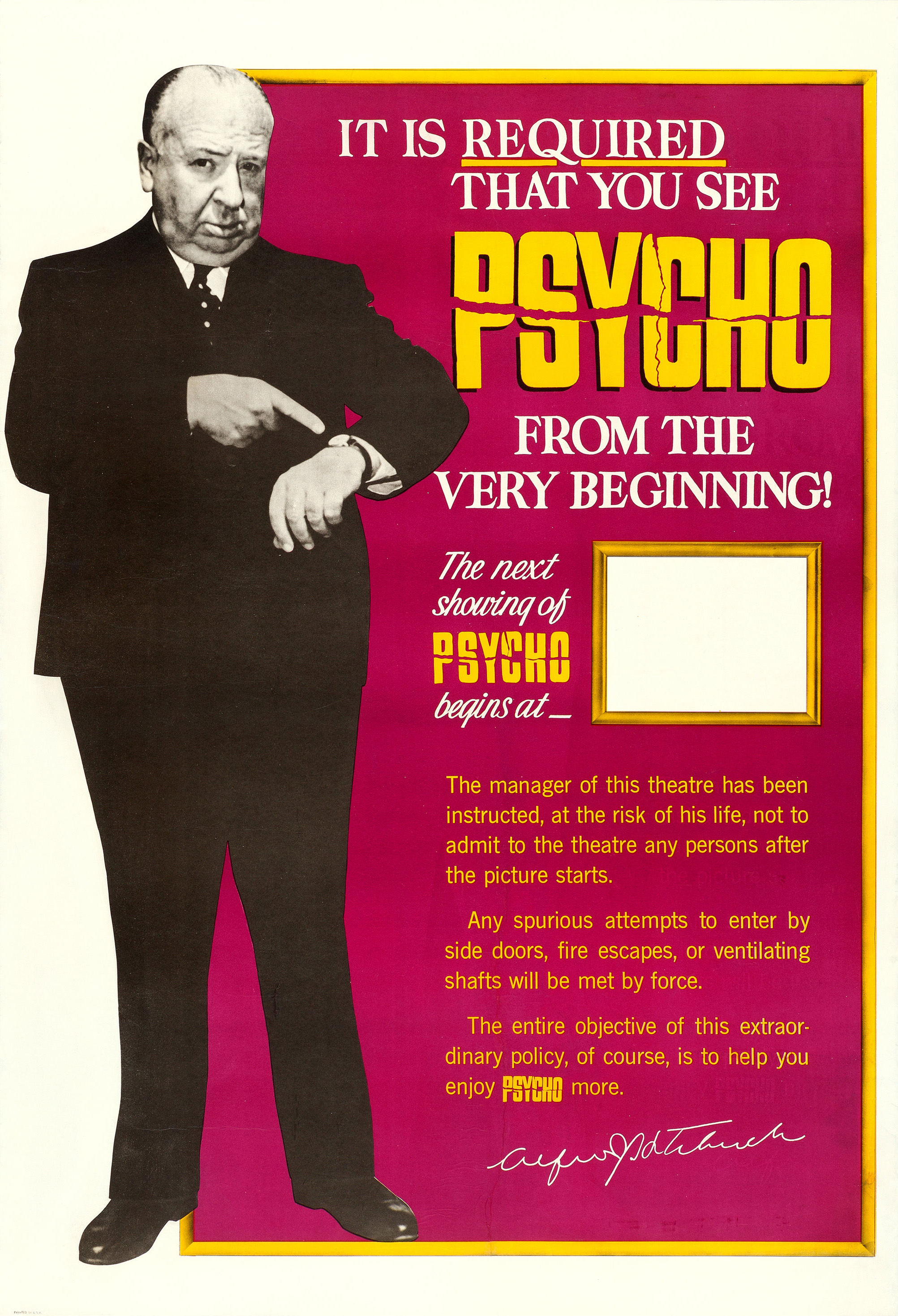
Reklama ukazująca Hitchcocka, przypominającego o niespóźnianiu się na seans Psychozy

Premiera Psychozy miała miejsce 16 czerwca 1960 w nowojorskim DeMille Theatre. Reżyser skrupulatnie pilnował, aby właściciele kin ściśle stosowali się do jego instrukcji i nie wpuszczali spóźnionych widzów po rozpoczęciu seansu. W tym celu zatrudniano ludzi z agencji detektywistycznej Pinkertona, aby ci nadzorowali zasady dotyczące wejścia na salę. W zestawach rozsyłanych właścicielom kin załączano formularze zamówienia zegarów ściennych, mających przypominać widzom o czasie rozpoczęcia filmu, oraz naturalnej wielkości kartonowe podobizny Hitchcocka, zawierające nagrane przekazy reżysera do wchodzącej i wychodzącej widowni. Właściciele kin mieli za zadanie montować głośniki na zewnątrz budynków, by przekazywały wiadomości nagrane przez Hitchcocka, a także otrzymywali szczegółowe instrukcje dotyczące prezentacji filmu. Psychoza spotkała się z wrogim przyjęciem nowojorskich krytyków, natomiast budziła duże zainteresowanie publiczności; kolejki na Broadwayu tworzyły się od wczesnych godzin porannych i nie znikały do ostatnich wieczornych seansów. Na niektórych pokazach policja zmuszona była do interwencji, ponieważ część zgromadzonej widowni biegała w panice po salach kinowych. Zdarzały się również omdlenia, ostentacyjne wyjścia w trakcie projekcji, bojkoty, wrzaski oraz apele psychiatrów i przedstawicieli Kościoła katolickiego o całkowity zakaz dystrybuowania filmu. Legion Przyzwoitości przyznał filmowi klasyfikację B, określając go jako „moralnie naganny w całej rozciągłości”.
Psychoza otrzymała zróżnicowane recenzje prasowe w Stanach Zjednoczonych. Zdaniem biografa Johna Russella Taylora wpływ na to miał fakt, że dziennikarze zmuszeni byli do oglądania filmu wraz z publicznością lub nie wpuszczano ich na salę po spóźnieniu. Kenneth Tynan uważał, że reżyser popełnił błąd, wykazując się antagonizmem w stosunku do dziennikarzy. „[Hitchcock] wysyłał listy z poleceniami, aby nie zdradzać zakończenia i oznajmiał, że nikomu nie pozwoli obejrzeć filmu przed jego oficjalnym wyświetlaniem. W tej sytuacji – czując irytację i zniewagę – krytycy zwrócili się do prasy; a to, co potem zrecenzowali, nie było za bardzo samym filmem, tylko wynikiem oddziaływania jego reklamy na ich ego” – argumentował. Dwight Macdonald z magazynu „Esquire” wyrażał negatywną opinię, pisząc, że „Psychoza to wyłącznie jeden z tych filmów telewizyjnych, który ciągnie się przez dwie godziny za sprawą bezsensownych wątków i realistycznych detali”. Justin Gilbert na łamach „New York Daily Mirror” chwalił „mistrzowską realizację” i „wyśmienitą” grę aktorską. Wanda Hale z „New York Daily News” przyznała filmowi Hitchcocka cztery gwiazdki, argumentując: „Suspens narasta powoli, lecz nieubłaganie, do niemal niemożliwego do zniesienia punktu kulminacyjnego emocji. Rola Anthony’ego Perkinsa jest najlepszą w jego karierze – Janet Leigh też nigdy nie grała lepiej”. Paul F. Buckley z „New York Herald Tribune” pisał, że „raczej trudno czuć rozbawienie na myśl o tym, jakie formy może przybierać szaleństwo”, dodając jednocześnie, że „film przykuwa uwagę widza niczym zaklinacz węży”. Bosley Crowther z „The New York Timesa” przyznawał: „Skaza na pięknej karierze”; według autora Psychoza była „zbyt powolna jak na pana Hitchcocka i zdradzająca zbyt wiele szczegółów”. Później Crowther zweryfikował swoją ocenę, porównując film reżysera do M – Mordercy (1931) Fritza Langa i Widma (1955) Clouzota. W opinii opublikowanej na łamach „Time’a” Psychoza była jednym z „najokropniejszych, powodujących mdłości filmów”. Andrew Sarris w periodyku „The Village Voice” wyrażał pochlebną ocenę, pisząc, że jest on „pierwszym amerykańskim filmem od czasu Dotyku zła [1958] stojącym na tym samym poziomie twórczym co wielkie filmy europejskie”.
We wrześniu i październiku Psychoza była wyświetlana w Europie, gdzie również otrzymała mieszane oceny. We francuskim miesięczniku „Cahiers du cinéma” przyznawano, że „film jest skonstruowany niczym dantejskie piekło, w koncentrycznie ustawione kręgi, które zacieśniają się coraz bardziej i pogłębiają”. Brytyjski „Daily Express” opatrzył swoją recenzję tytułem „Morderstwo w wannie i nuda na sali”, dodając, że „to smutne, że ten naprawdę wielki twórca robi z siebie takiego idiotę”. Branżowy „Sight & Sound” był zdania, że Psychoza, jak żaden wcześniejszy film Hitchcocka, najbardziej zbliżyła się do idealnej równowagi między treścią i stylem”. Psychoza, mimo iż w wielu krajach została skrócona poprzez wycięcie kontrowersyjnych scen (w Singapurze cenzorzy skrócili scenę morderstwa detektywa Arbogasta oraz usunęli ujęcie zmumifikowanych zwłok Normy Bates, z kolei w Wielkiej Brytanii wycięto sceny Batesa przyglądającemu się zakrwawionym dłoniom przy sprzątaniu po zabójstwie Marion Crane, a także skrócono część dialogów), okazała się przebojem komercyjnym. Jesienią 1960 film w dalszym ciągu zapełniał sale kinowe, a jego sukces spowodował, iż niektórzy krytycy weryfikowali swoje nieprzychylne początkowo recenzje.

### Analizy i interpretacje
Po latach Hitchcock charakteryzował Psychozę jako „jeden z najbardziej kinowych filmów, jaki nakręciłem, dzięki czemu stanowi on doskonały przykład na to, w jaki sposób wykorzystać film, by sprowokować publiczność do reakcji emocjonalnych”. Przez dekadę od momentu premiery pojawiły się setki artykułów wymieniających Psychozę jako kluczowe dzieło w karierze Hitchcocka. „New York Post” określił Psychozę najbardziej dochodowym czarno-białym filmem w annałach kina od klasycznej niemej produkcji D.W. Griffitha Narodziny narodu (1915). W 1975 na rynku ukazała się książka pióra Richarda Anobile’a, która przedstawiała klatka po klatce powiększenia kadrów z Psychozy.
Donald Spoto podkreślał wykorzystanie w filmie lustra, które, w jego ocenie, było „nie tylko rekwizytem służącym do przedstawiania rozdwojonej osobowości”, ale oznaczało również potrzebę introspekcji. Autor zaznaczał, że wspomniane lustro jako symbol „rozdwojenia”, rozdzielenia osobowości jest w filmie wsparte „cięciami” obrazu (jako przykład Spoto wymieniał rozdzielenie nazwisk w czołówce, przecinający się horyzont Phoenix, słup telefoniczny, który niejako „przecina” zaparkowany samochód Crane oraz wzniesiony nóż mordercy), które ustalają wizualny wzór, według którego widz może dostrzec konflikty wewnętrzne bohaterów”. Zdaniem Spoto artystyczne ukazanie voyeurismu i wykorzystania seksualnego w Psychozie zastąpiono akcją, czego dowodem jest nóż mordercy, będący symbolicznym zadaniem gwałtu. Aby móc podglądać przygotowującą się do kąpieli Marion, Bates zdejmuje ze ściany obraz Zuzanna i starcy Rembrandta, będący nawiązaniem do biblijnej sceny (z Księgi Daniela 13.). Peter Ackroyd zwracał uwagę na fakt, że Norman Bates to „zdecydowanie hitchcockowski typ bohatera: nadwrażliwy, neurastenik, pobudliwy i najwyraźniej mający kłopoty z kobietami”. Jak zaznaczał, reżyser podobną postać, zagraną przez Ivora Novello, stworzył w niemym dreszczowcu kryminalnym Lokator (1927).

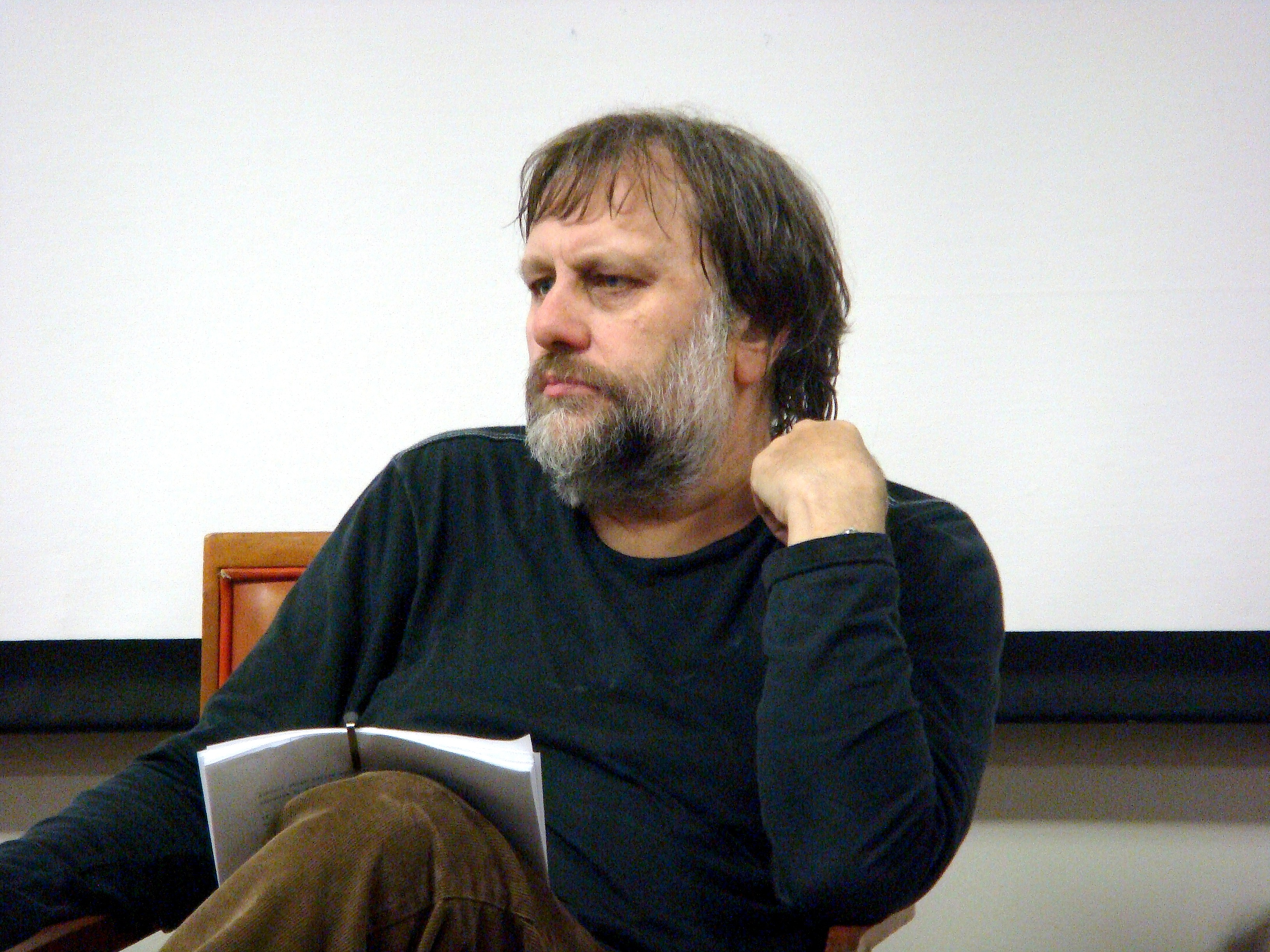
Slavoj Žižek zwracał uwagę na cechy freudowskiej psychoanalizy zawarte w filmie Hitchcocka

Pod koniec lat 80. teoretyk filmu Robin Wood nazwał Psychozę „jednym z kluczowych dzieł naszego wieku”. Peter Bogdanovich uważał, że był to „prawdopodobnie najbardziej plastyczny, najbardziej kinowy film, jaki [Hitchcock] kiedykolwiek nakręcił”. Z kolei historyk i krytyk Peter Cowie przyznawał, że „to nie tylko największy film Hitchcocka; to najbardziej inteligentny i niepokojący horror, jaki kiedykolwiek nakręcono”. W podobnym tonie wypowiadał się Stephen King, według którego Psychoza była „najbardziej przerażającym filmem, jaki kiedykolwiek nakręcono”. W jego opinii była ona próbą przetransportowania archetypowej postaci Jekylla–Hyde’a: „Psychoza ma tak potężną siłę oddziaływania, ponieważ urzeczywistnia mit wilkołaka”.
Psychoza została określona mianem „pierwszego dreszczowca psychoanalitycznego”. Ukazane w filmie seks i przemoc nie przypominają niczego, czego nie widziano już wcześniej w produkcjach mainstreamowych. „Scena pod prysznicem jest zarówno pełna obaw, jak i pożądania” – napisał francuski krytyk Serge Kaganski, dodając, że „Hitchcock może straszyć swoją damską część widowni własnymi dowcipami, aczkolwiek męską część widzów zamienia w potencjalnych gwałcicieli, odkąd Janet Leigh zaczęła podniecać mężczyzn, gdy pojawiła się w staniku w pierwszej scenie”. W swoim dokumencie Z-Boczona historia kina Slavoj Žižek zwracał uwagę na fakt, że dom Normana Batesa posiada trzy piętra, równolegle do trzech poziomów ludzkiego umysłu, postulowanych przez freudowską psychoanalizę: najwyższym piętrem miałoby być superego, w którym mieszka matka Batesa; parter pełniłby rolę ego Batesa, gdzie funkcjonuje jako pozornie normalny człowiek; i wreszcie piwnica, będąca identyfikatorem Batesa. Žižek przeniesienie zwłok matki przez Batesa z najwyższego piętra do piwnicy interpretował jako symbol głębokiego związku, jaki psychoanaliza stawia między superego a id.

### Wynik finansowy
Wpływy z pierwszych trzynastu tysięcy projekcji Psychozy w Stanach Zjednoczonych wyniosły 9,5 miliona dolarów, natomiast w Europie 6 milionów. W Paryżu film Hitchcocka zarobił w ciągu pięciu dni wyświetlań 34 tys. dolarów, bijąc tamtejszy rekord. Psychoza okazała się sukcesem kasowym także w wielu innych krajach na całym świecie, zdobywając czołowe lokaty box office’u w Australii, Chinach, Francji, Indiach, Japonii, Kanadzie, Kolumbii, Portugalii, Wielkiej Brytanii i Włoszech. W 1960 film ustąpił miejsca jedynie epickiemu dziełu Williama Wylera Ben-Hur (1959) (ponieważ budżet tego filmu wyniósł 11 milionów dolarów, produkcja Hitchcocka była najbardziej dochodowym filmem roku). W pierwszym roku emisji (według Rebello krajowej, zdaniem Ackroyda światowej) wpływy z Psychozy wyniosły 15 milionów dolarów. Gdy film ponownie trafił do kin w 1965, przyniósł Universalowi zyski w wysokości 5 milionów dolarów. Całkowity przychód ze sprzedaży biletów na rynku amerykańskim szacowany jest na 32 miliony dolarów (uwzględniając inflację cenową biletów w 2019: ok. 377 milionów dolarów). Chcąc dowiedzieć się o przyczynach sukcesu Psychozy, Hitchcock zwrócił się do Stanford University Research Institute, aby zbadano ten stan, lecz wobec wygórowanej ceny przedstawionej przez uczelnię (75 tys. dolarów), reżyser zrezygnował.

### Nagrody i nominacje

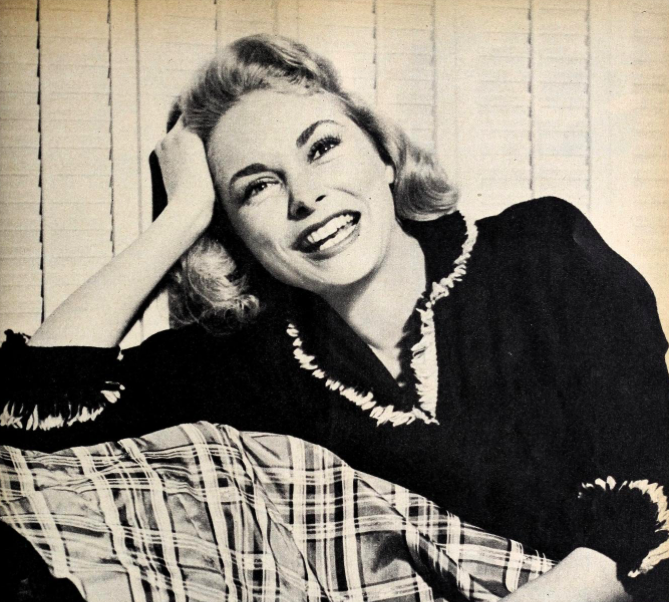
Leigh (na zdj. w 1955) została laureatką Złotego Globu za rolę Marion Crane i otrzymała nominację do Oscara

16 marca 1961, podczas 18. ceremonii wręczenia Złotych Globów, Janet Leigh została uhonorowana przez Hollywoodzkie Stowarzyszenie Prasy Zagranicznej (HFPA) nagrodą w kategorii dla najlepszej aktorki drugoplanowej. Wiosną Psychoza otrzymała od Amerykańskiej Akademii Sztuki i Wiedzy Filmowej (AMPAS) cztery nominacje do Oscara – za najlepszą reżyserię, dla najlepszej aktorki drugoplanowej, za najlepszą scenografię – film czarno-biały i najlepsze zdjęcia czarno-białe. 17 kwietnia Hitchcock pojawił się razem z żoną na 33. gali rozdania nagród Akademii Filmowej w Santa Monica Civic Auditorium. Psychoza przegrała we wszystkich czterech nominowanych kategoriach (najlepszym reżyserem ogłoszono Billy’ego Wildera za Garsonierę). Hitchcocka wyróżniła Amerykańska Gildia Reżyserów Filmowych, nominując go za najlepsze osiągnięcie reżyserskie w filmie fabularnym. Joseph Stefano został nominowany za najlepszy scenariusz dramatu przez Amerykańską Gildię Scenarzystów, a International Board of Motion Picture Reviewers przyznało Perkinsowi nagrodę dla najlepszego aktora podczas gali w Londynie. Z kolei Stefano i Robert Bloch zostali laureatami przyznawanej przez organizację Mystery Writers of America (MWA) nagrody im. Edgara Allana Poego w kategorii za najlepszy film.
| Rok  | Nagroda                                         | Kategoria                                             | Odbiorcy i nominowani                       | Wynik     | Źródło  |
| ---- | ----------------------------------------------- | ----------------------------------------------------- | ------------------------------------------- | --------- | ------- |
| 1961 | Amerykańska Gildia Reżyserów Filmowych          | Najlepsze osiągnięcie reżyserskie w filmie fabularnym | Alfred Hitchcock                            | Nominacja | [ 238 ] |
| 1961 | Amerykańska Gildia Scenarzystów                 | Najlepszy scenariusz dramatu                          | Joseph Stefano                              | Nominacja | [ 238 ] |
| 1961 | International Board of Motion Picture Reviewers | Najlepszy aktor                                       | Anthony Perkins                             | Wygrana   | [ 242 ] |
| 1961 | Nagroda Akademii Filmowej                       | Najlepszy reżyser                                     | Alfred Hitchcock                            | Nominacja | [ 244 ] |
| 1961 | Nagroda Akademii Filmowej                       | Najlepsza aktorka drugoplanowa                        | Janet Leigh                                 | Nominacja | [ 244 ] |
| 1961 | Nagroda Akademii Filmowej                       | Najlepsza scenografia – film czarno-biały             | Joseph Hurley Robert Clatworthy George Milo | Nominacja | [ 245 ] |
| 1961 | Nagroda Akademii Filmowej                       | Najlepsze zdjęcia czarno-białe                        | John L. Russell                             | Nominacja | [ 245 ] |
| 1961 | Nagroda Bambi                                   | Najlepszy aktor zagraniczny                           | Anthony Perkins                             | Nominacja | [ 246 ] |
| 1961 | Nagroda im. Edgara Allana Poego                 | Najlepszy film                                        | Joseph Stefano Robert Bloch                 | Wygrana   | [ 243 ] |
| 1961 | Nagroda Laurela                                 | Najlepszy dramat                                      | Psychoza                                    | Nominacja | [ 243 ] |
| 1961 | Nagroda Laurela                                 | Najlepszy żeński występ drugoplanowy                  | Janet Leigh                                 | Nominacja | [ 243 ] |
| 1961 | Złoty Glob                                      | Najlepsza aktorka drugoplanowa                        | Janet Leigh                                 | Wygrana   | [ 238 ] |

## Kontrowersje
Na film Hitchcocka niejednokrotnie powoływali się tłumaczący swoje zbrodnie przestępcy. Leroy Pinkowski w wieku 19 lat został skazany na dożywocie za zadźganie czternastolatka. Przed policją zeznał, że popełnił zbrodnię pod wpływem filmu Psychoza, który oglądał kilkukrotnie. Henry Adolph Busch, po dokonaniu mordu na trzech starszych kobietach, powoływał się na twórczość Hitchcocka.
W 1966 stacja CBS planowała telewizyjną premierę Psychozy na antenie ogólnokrajowej. Trzy dni przed emisją Valerie Percy, córka senatora Charlesa H. Percy’ego, została brutalnie zadźgana nożem w Chicago w stanie Illinois. W związku z tym wydarzeniem CBS odwołało emisję Psychozy, mimo iż cenzorzy wycięli 9 minut filmu. Po katastrofie misji Apollo 1 w 1967 stacja definitywnie zaniechała dalszych prób emisji filmu. Obraz Hitchcocka nigdy nie doczekał się emisji w ogólnokrajowej telewizji. W opinii Rebello reżyser po raz pierwszy musiał zmierzyć się z moralnym aspektem Psychozy. W dyskusjach społecznych film zaczęto cytować w kontekście wzrostu przestępczości, alarmującego wzrostu przemocy, zwłaszcza w stosunku do kobiet, spadku liczby gości w przydrożnych motelach, a nawet zmniejszeniu sprzedaży matowych zasłonek pod prysznic.
Wypowiedzi Hitchcocka dla prasy zaczęły być badane przez socjologów i psychologów pod kątem ukrytych znaczeń i sugestii. Gdy jeden z ojców napisał list do reżysera, uskarżając się, że jego córka po obejrzeniu Widma (1955) nie chce się kąpać ani brać prysznica po Psychozie, Hitchcock w odpowiedzi poradził mu, aby posłał ją do pralni chemicznej. Odnosząc się do morderstw popełnionych przez Pinkowskiego i Buscha stwierdził: „Ci chłopcy zabijali już wcześniej. Chciałbym wiedzieć, jaki film oglądali wtedy, i czy zrobili to pod wpływem mleka czekoladowego”. W wywiadzie udzielonym dla kobiecego magazynu „Redbook” Hitchcock, w rozmowie z psychiatrą Fredrickiem Werthamem (autorem publikacji i jawnym krytykiem przemocy w mediach), wyznał pod naciskiem, że Psychoza zawierała więcej przemocy niż jego poprzednie produkcje. Część naukowców była zdania, że reżyser jest cynicznym, nieodpowiedzialnym filmowcem, skoncentrowanym jedynie na korzyściach finansowych. Odnosząc się do zarzutów i ryzykownych scen w Psychozie, Hitchcock przyznawał, że „publiczność się zmienia. Myślę, że obecnie trzeba pokazać to, jak sami przeważnie się zachowują”.

## Dziedzictwo
Globalny sukces sprawił, że Psychoza zyskała miano filmu kultowego krótko po premierze. W 1960 była najczęściej komentowaną i opisywaną produkcją kinową. Krytyk „The New York Timesa” Bosley Crowther, mimo wystawieniu filmowi początkowo mieszanej recenzji, zamieścił Psychozę w gronie „10 najlepszych filmów 1960”, argumentując wybór określeniami: „śmiały”, „mistrzowski” oraz „wyszukany”. W corocznym rankingu przygotowanym przez gremium brytyjskich krytyków film Hitchcocka zajął pierwsze miejsce (ex aequo ze Zmową milczenia; reż. Guy Green). Psychoza uznawana jest za najbardziej znany film w historii kina. Powstało również wiele esejów, książek, programów zajęć akademickich, sympozjów naukowych, fanklubów i stron internetowych poświęconych analizie filmu.
Według Rebello po premierze Psychoza wyszła poza ramy zwykłej popularności i na stałe wpisała się w historię popkultury. Do sklepów trafiały koszulki oraz zasłonki pod prysznic z nadrukiem „Bates Motel”. W horrorze Carrie (1976, reż. Brian De Palma) szkoła średnia, do której uczęszcza tytułowa bohaterka, nazywa się Bates High School. Sekwencja pod prysznicem, która przeszła do historii filmu jako jedna z najbardziej pamiętnych oraz najsłynniejszych, była wielokrotnie parodiowana, między innymi przez Mela Brooksa w filmie Lęk wysokości (1977), przetworzona przez De Palmę w dreszczowcu W przebraniu mordercy (1980) i Romana Polańskiego we Franticu (1988). Brytyjska wytwórnia Hammer Film Productions wypuściła w latach 60. serię filmów podobnych do Psychozy, w tym m.in. Krzyk strachu (1961, reż. Seth Holt). Inspiracje filmem Hitchcocka widać również w szeregu innych produkcji: Homicidal (1961) i Strait-Jacket (1964; oba w reżyserii Williama Castle’a), Co się zdarzyło Baby Jane? (1962) i Nie płacz, Charlotto (1964, reż. Robert Aldrich), Obłęd (1963, reż. Francis Ford Coppola), Wstręt (1965, reż. Roman Polański) i Teksańska masakra piłą mechaniczną (1974, reż. Tobe Hooper). Również „skrzeczące skrzypce” z motywu muzycznego Herrmanna stanowiły inspiracje przy tworzeniu soundtracków do Carrie, W przebraniu mordercy, Koszmaru z ulicy Wiązów (1984, reż. Wes Craven) i Fatalnego zauroczenia (1987, reż. Adrian Lyne).
Po projekcjach telewizyjnych Janet Leigh przez wiele lat otrzymywała listowne i telefoniczne pogróżki, a niekiedy i kasety z informacją, co dzwoniący chciałby zrobić z Marion Crane. Aktorka przekazała jeden z listów FBI, które schwytało sprawcę. Anthony Perkins uskarżał się na zaszufladkowanie rolą Batesa. Zarówno motel, jak i dom bohatera stanowią dla zwiedzających główną atrakcję w parku rozrywki w Universal Studios.

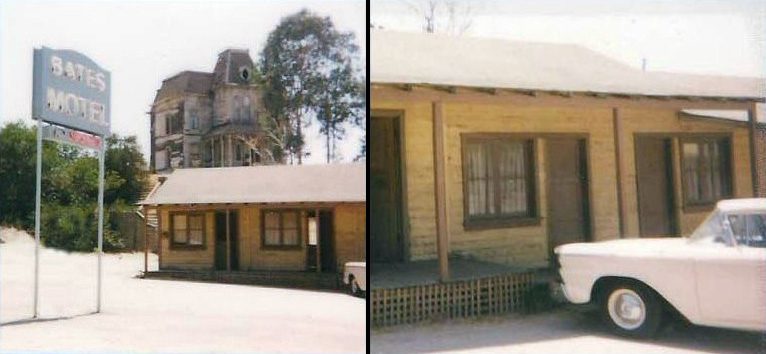
Dom i motel Batesa stanowią główną atrakcję turystyczną parku rozrywki mieszczącego się na terenie Universal Studios w Hollywood (1997)

Psychoza doczekała się trzech kontynuacji: wyprodukowany przez Universal Psychoza II (1983, reż. Richard Franklin) z głównymi rolami Anthony’ego Perkinsa oraz Very Miles. W 1986 Perkins wyreżyserował Psychozę III. W 1990 powstała czwarta odsłona: Psychoza IV: Początek (reż. Mick Garris) z Perkinsem i Olivią Hussey w rolach głównych. Universal wyprodukował także niesprzedany nigdzie pilot serialu Bates Motel. W 1998 powstał remake filmu zatytułowany Psychol (reż. Gus Van Sant), gdzie w roli Normana Batesa wystąpił Vince Vaughn. W latach 2013–2017 stacja A&E wyemitowała pięć sezonów serialu Bates Motel, osadzonego w XXI wieku i przedstawiającego wydarzenia poprzedzające zabójstwo Marion Crane. W główne role wcielili się Freddie Highmore (jako Norman Bates) i Vera Farmiga (jako Norma Bates).
W 1992 film został uznany za „kulturalnie, historycznie lub estetycznie znaczący” i przeznaczony do konserwacji przez Bibliotekę Kongresu w National Film Registry. Psychoza została również uwzględniona na kilku listach arcydzieł wszech czasów. American Film Institute kilkukrotnie doceniał film Hitchcocka. W 1998 sklasyfikował go na 18. miejscu w opublikowanym przez siebie rankingu „stu najlepszych amerykańskich filmów”, natomiast w 2007 na 14. lokacie. W 2001 AFI uznał Psychozę za „najbardziej trzymający w napięciu amerykański film”. Cztery lata później ścieżka dźwiękowa Herrmanna została uznana za 4. „najlepszą w historii amerykańskiej kinematografii”. Postać Normana Batesa zajęła 2. miejsce w rankingu na „największego złoczyńcę w historii kina” (za Hannibalem Lecterem). W 1999 „Entertainment Weekly” sklasyfikował Psychozę na 11. pozycji w rankingu „100 najlepszych filmów wszech czasów”.
W 1981 brytyjska grupa Landscape opublikowała singel „Norman Bates”, do którego zrealizowano teledysk z Pamelą Stephenson w roli Marion Crane. Szwajcarki zespół thrashmetalowy Coroner zamieścił na okładce albumu Mental Vortex (1991) zdjęcie Normana Batesa pochodzące z plakatu reklamowego Psychozy. W 2012 zrealizowano dramat biograficzny Hitchcock (reż. Sacha Gervasi) z głównymi rolami Anthony’ego Hopkinsa (Alfred Hitchcock) i Helen Mirren (Alma Reville). Scenariusz opracowano na podstawie książki Stephena Rebello, a tocząca się na przełomie 1959/1960 akcja filmu koncentruje się na kulisach powstawania Psychozy.